# Lijst van personen overleden in 1972
Dit is een lijst van personen die zijn overleden in 1972.

## Januari

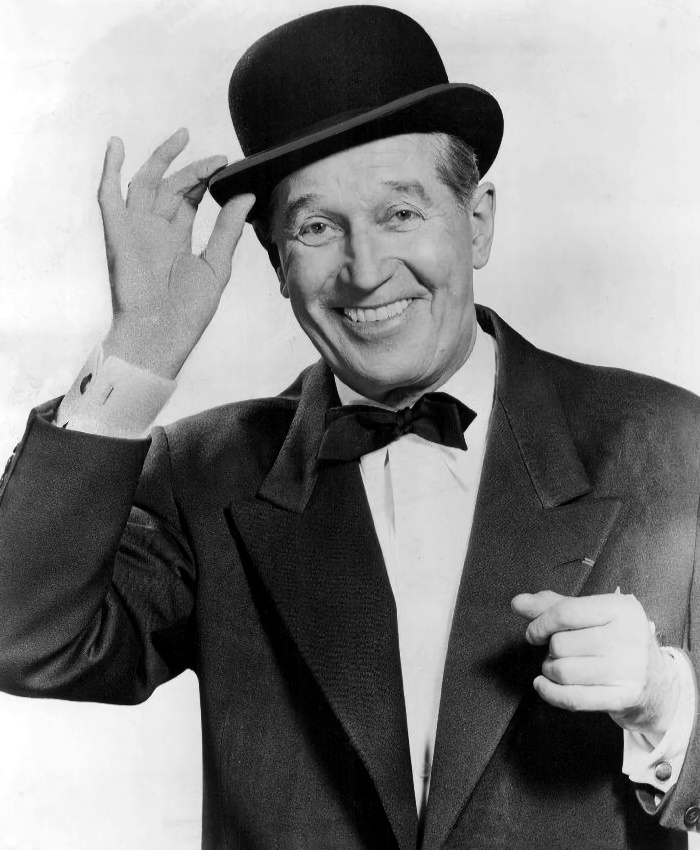
Maurice Chevalier
1 januari

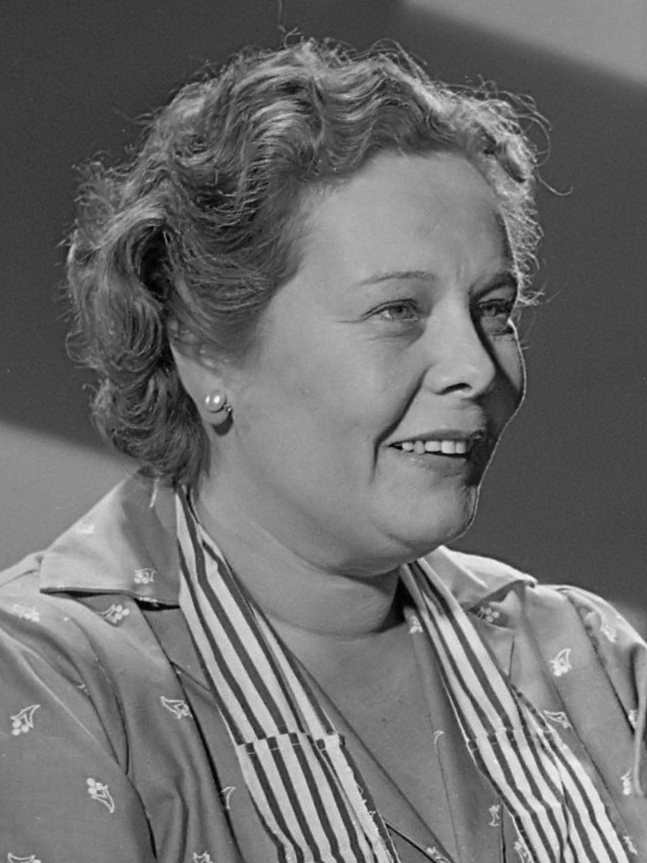
Péronne Hosang
12 januari

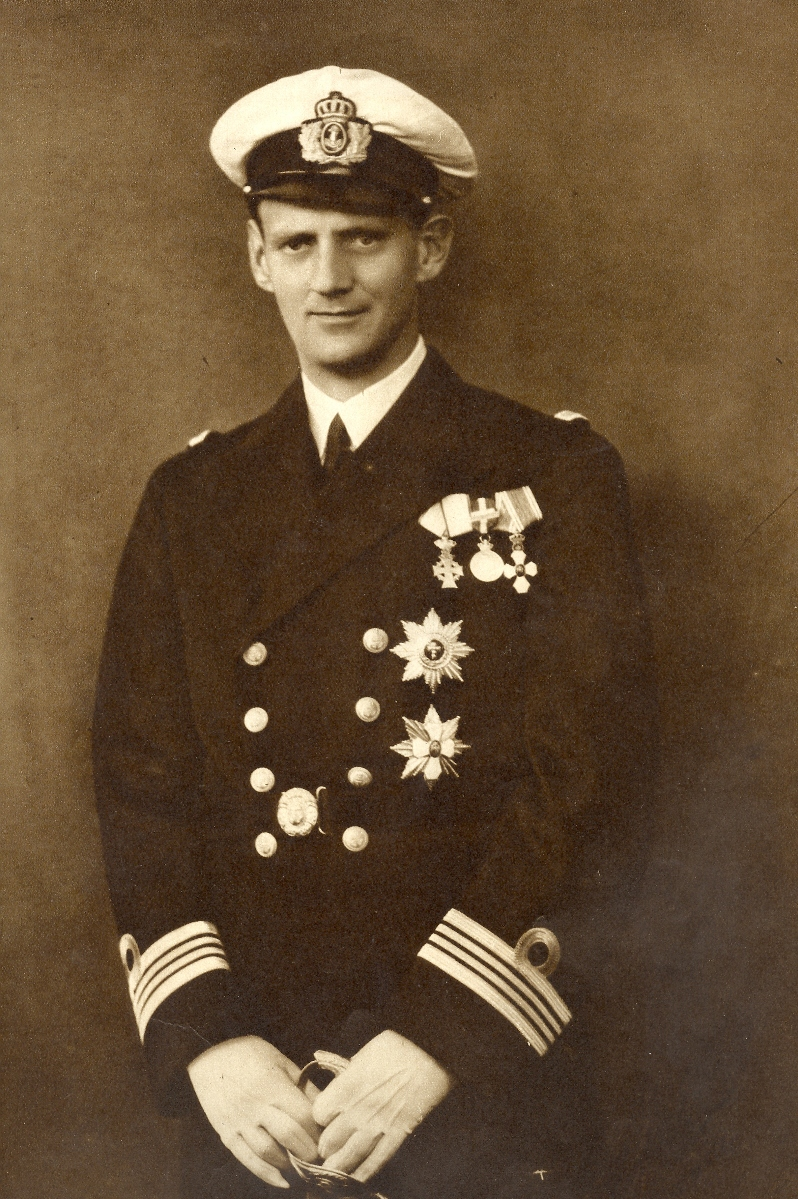
koning Frederik IX
14 januari

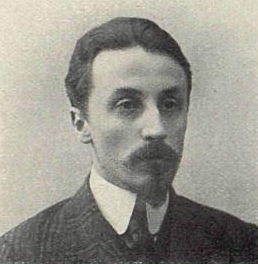
Boris Zajtsev
22 januari

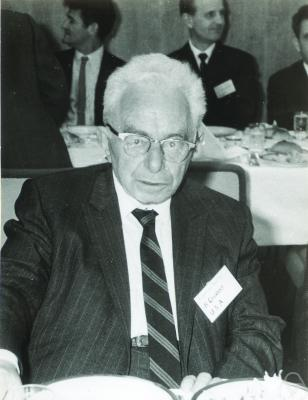
Richard Courant
27 januari

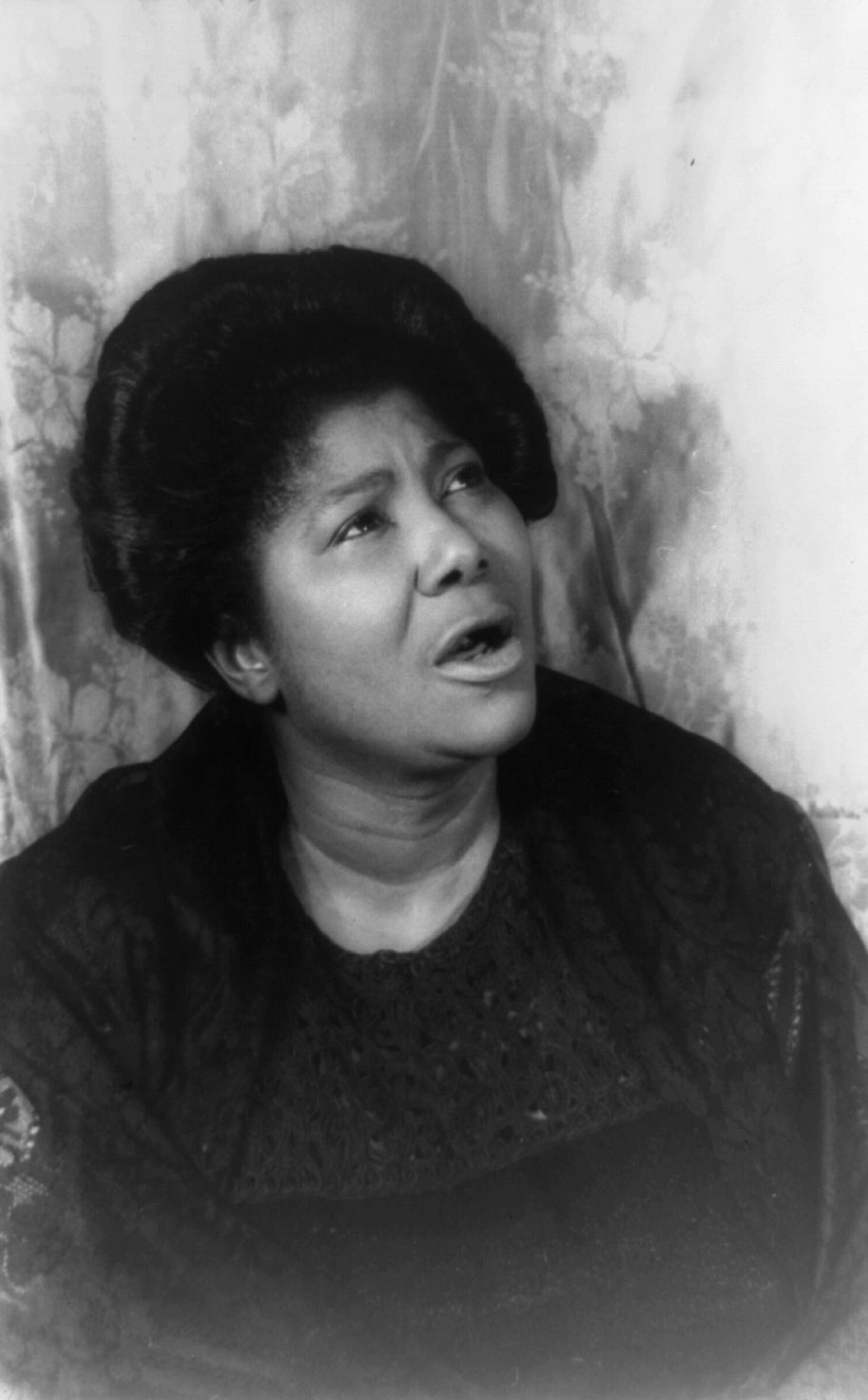
Mahalia Jackson
27 januari

| 1 | 2 | 3 | 4 | 5 | 6 | 7 | 8 | 9 | 10 | 11 | 12 | 13 | 14 | 15 | 16 | 17 | 18 | 19 | 20 | 21 | 22 | 23 | 24 | 25 | 26 | 27 | 28 | 29 | 30 | 31 |
| - | - | - | - | - | - | - | - | - | -- | -- | -- | -- | -- | -- | -- | -- | -- | -- | -- | -- | -- | -- | -- | -- | -- | -- | -- | -- | -- | -- |

### 1 januari
- Maurice Chevalier (83), Frans zanger
- Pietro Linari (75), Italiaans wielrenner
- Maximus V (74), patriarch van Constantinopel
- Bé Nijenhuis (57), Nederlands schrijver

### 2 januari
- Lillian Moller Gilbreth (93), Amerikaans psycholoog

### 3 januari
- Polydoor Gentil Holvoet (71), Belgisch politicus
- Frans Masereel (82), Belgisch houtsnijkunstenaar

### 4 januari
- Gerrit van Iterson (93), Nederlands botanicus

### 5 januari
- Gérard Devos (68), Belgisch voetballer

### 6 januari
- Jop Pollmann (69), Nederlands taalkundige
- Xavier Vallat (80), Frans politicus

### 7 januari
- John Berryman (57), Amerikaans dichter en schrijver

### 9 januari
- Jacobus Marie Prange (67), Nederlands graficus en kunstcriticus

### 10 januari
- Sverre Jordan (82) , Noors componist/dirigent

### 11 januari
- Rudolph Cleveringa (Pzn) (84), Nederlands jurist

### 12 januari
- André Defoort (57), Belgisch wielrenner
- Ernest Dezentjé (86), Nederlands kunstschilder
- André Fierens (73), Belgisch voetballer
- Péronne Hosang (62), Nederlands actrice
- Henri Pieck (76), Nederlands kunstenaar en verzetsstrijder

### 13 januari
- Jack Ensley (65), Amerikaans autocoureur

### 14 januari
- Frederik IX (72), koning van Denemarken

### 15 januari
- Marcel Meunier (67), Belgisch politicus

### 17 januari
- Rochelle Hudson (55), Amerikaans actrice
- Anton Pieter Maarten Lafeber (78), Nederlands taalkundige

### 20 januari
- Franz Hellens (90), Belgisch schrijver
- Maurice Puylaert (75), Nederlands politicus

### 21 januari
- Nicolas Florine (80), Belgisch ingenieur en helikopterontwerper
- Albert de Joode (80), Nederlands politicus
- Ronald L. Moehlman (64), Amerikaans componist

### 22 januari
- Albert Bouwers (88), Nederlands natuurkundige
- Miguel Gustavo (49), Braziliaans diskjockey en componist
- Max Steenberghe (72), Nederlands ondernemer en politicus
- Boris Zajtsev (90), Russisch schrijver

### 23 januari
- Charles Terlinden (93), Belgisch historicus

### 24 januari
- Gene Austin (71), Amerikaans jazzmusicus

### 25 januari
- Erhard Milch (79), Duits militair

### 26 januari
- Vladymyr Joerovsky (56), Oekraïens componist

### 27 januari
- Richard Courant (84), Duits-Amerikaans wiskundige
- Mahalia Jackson (60), Amerikaans gospelzangeres

### 28 januari
- Jaap Wagemaker (66), Nederlands kunstschilder
- Eduard van Voorst tot Voorst (79), Nederlands politicus

### 29 januari
- Aage Krarup Nielsen (80), Deens schrijver

### 31 januari
- Mahendra (51), koning van Nepal

## Februari

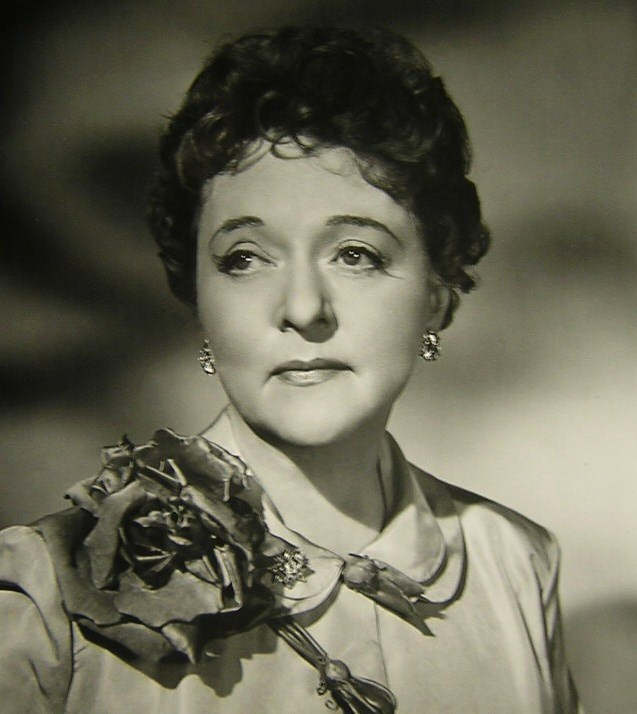
Jessie Royce Landis
2 februari

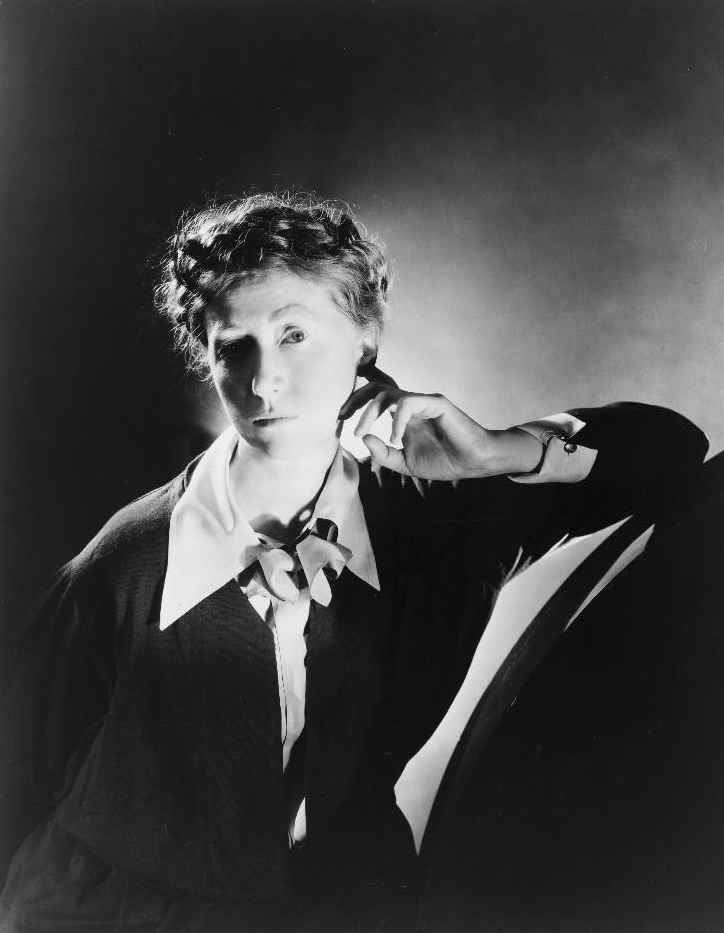
Marianne Moore
5 februari

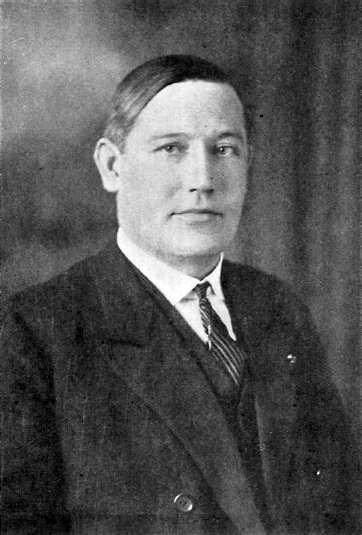
Jan Wils
11 februari

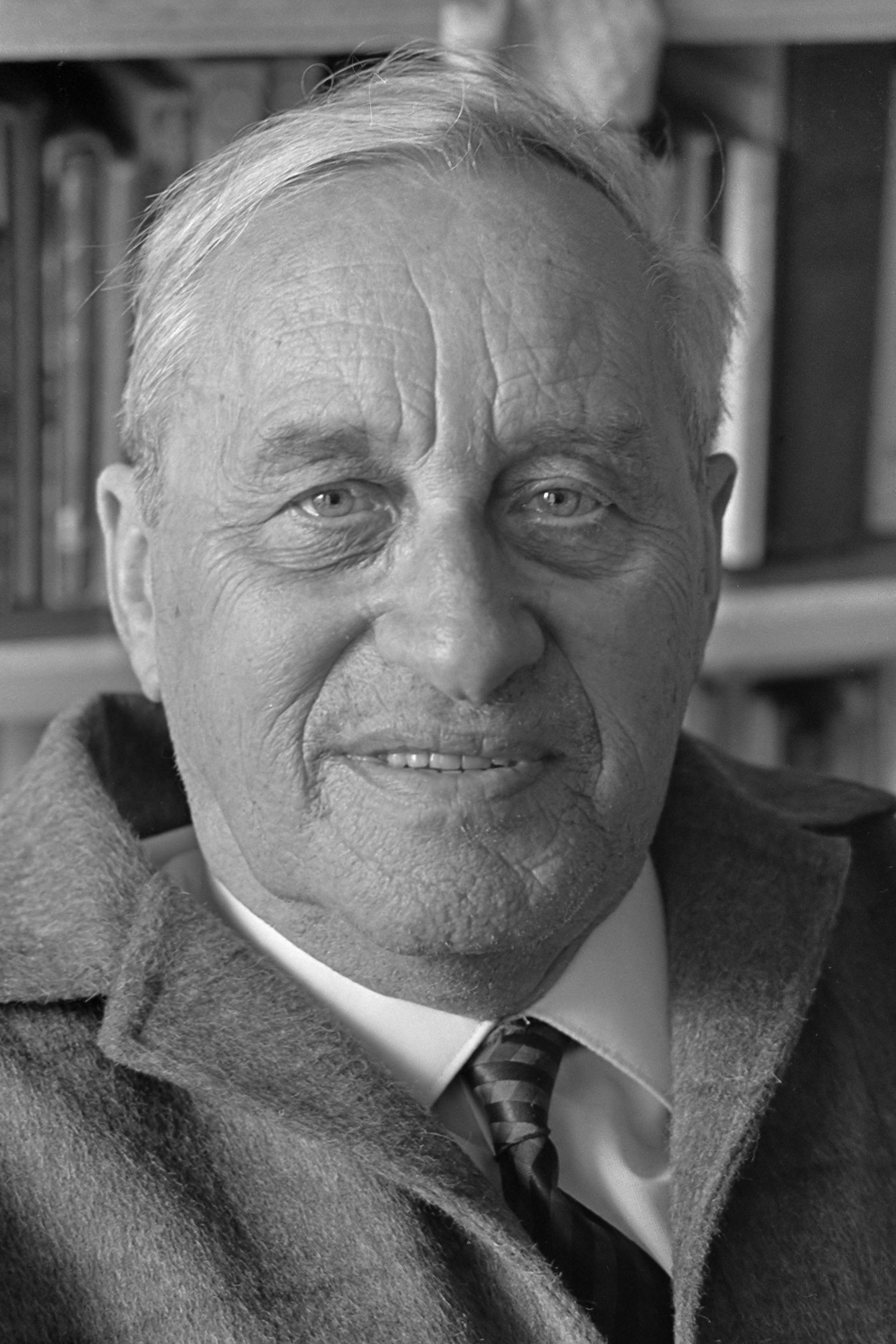
Jef Last
18 februari

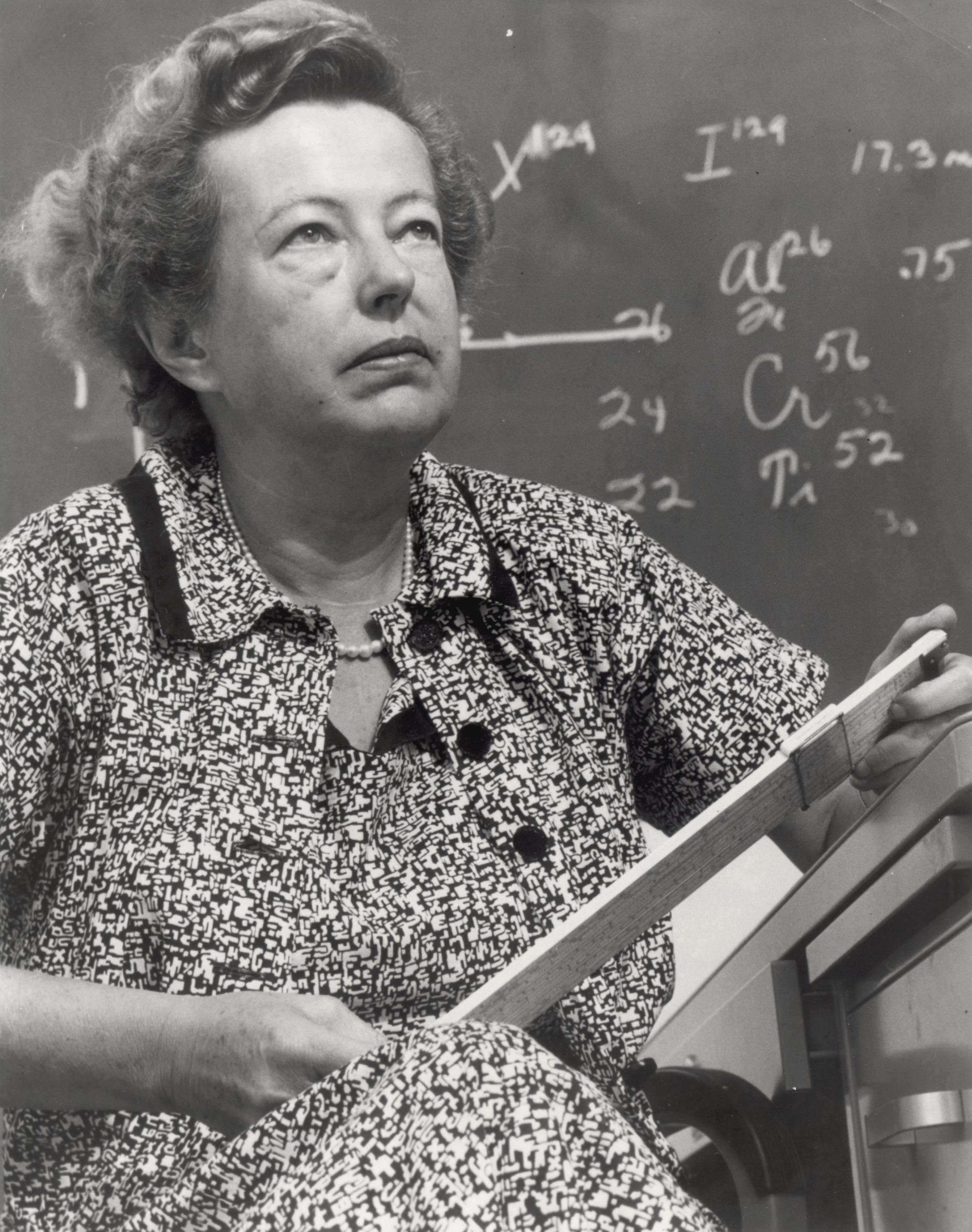
Maria Goeppert-Mayer
20 februari

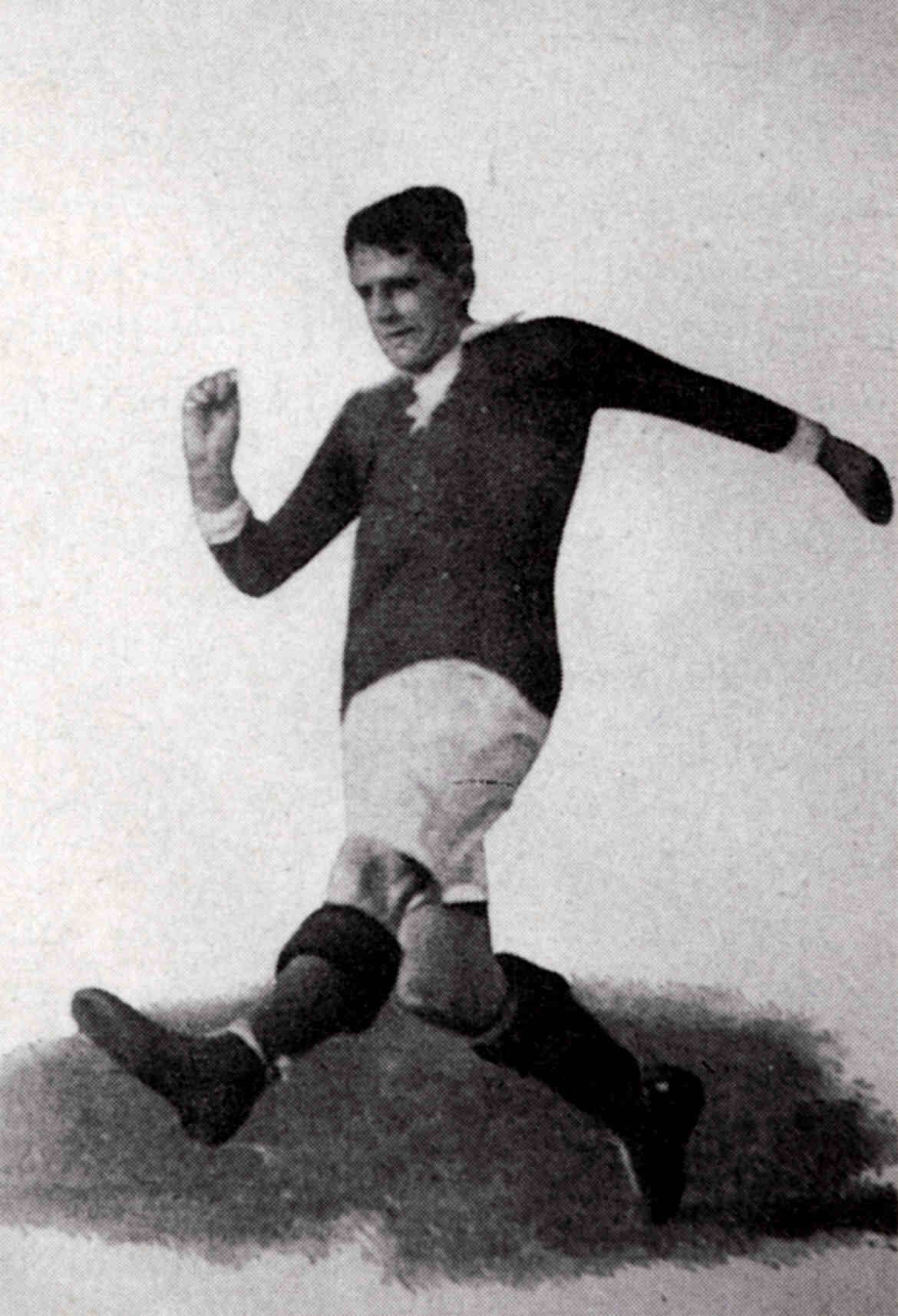
Gottfried Fuchs
25 februari

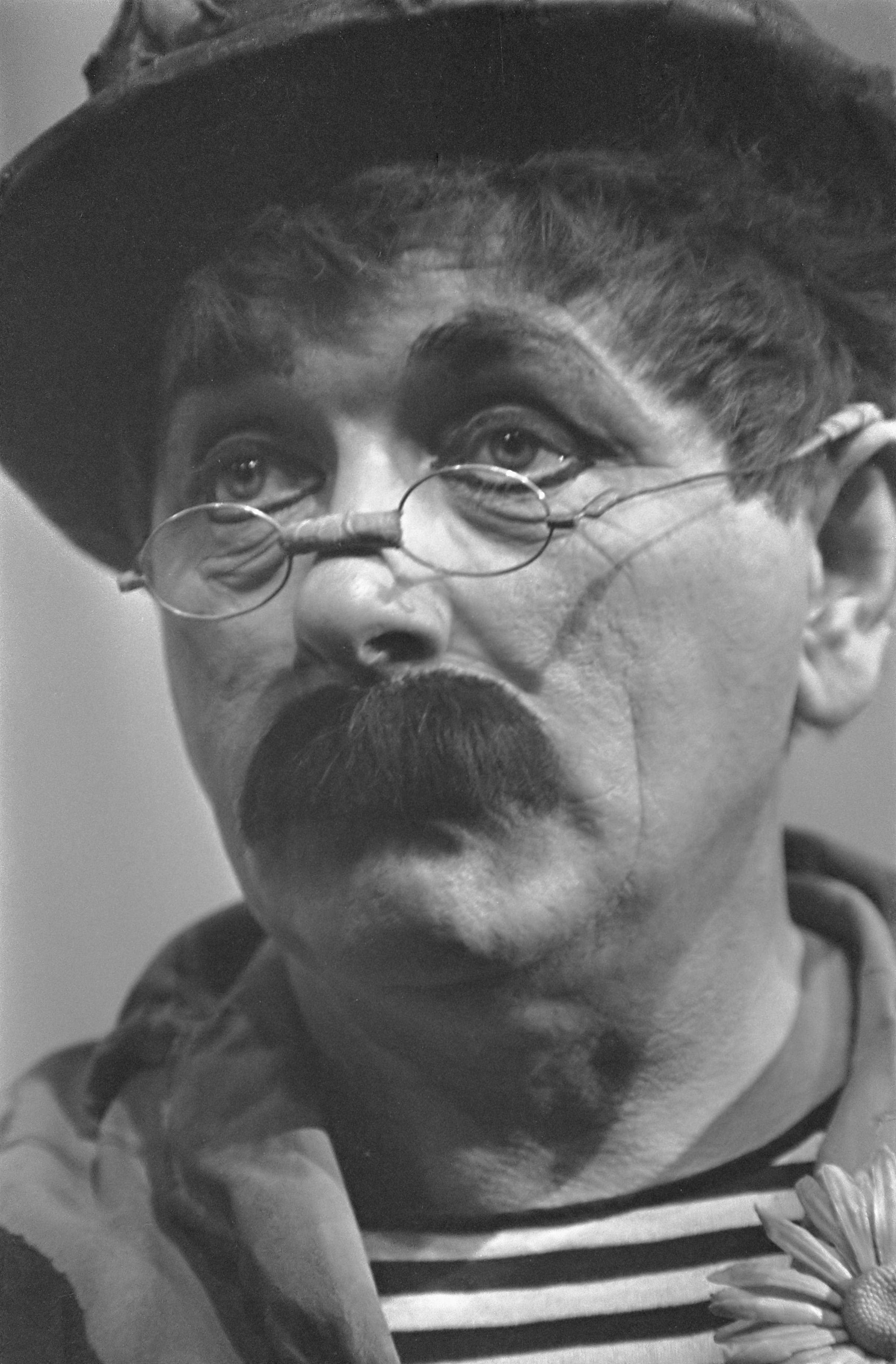
Tom Manders
26 februari

| 1 | 2 | 3 | 4 | 5 | 6 | 7 | 8 | 9 | 10 | 11 | 12 | 13 | 14 | 15 | 16 | 17 | 18 | 19 | 20 | 21 | 22 | 23 | 24 | 25 | 26 | 27 | 28 | 29 |
| - | - | - | - | - | - | - | - | - | -- | -- | -- | -- | -- | -- | -- | -- | -- | -- | -- | -- | -- | -- | -- | -- | -- | -- | -- | -- |

### 1 februari
- Jacob Fenenga (83), Nederlands dichter
- Klaas Toornstra (77), Nederlands politicus

### 2 februari
- Natalie Clifford Barney (95), Amerikaans schrijfster en dichter
- Jessie Royce Landis (75), Amerikaans actrice
- Joris Vansteenland (73), Belgisch politicus
- Genaro Vázquez (40), Mexicaans guerrillaleider

### 4 februari
- Jordanus Roodenburgh (85), Nederlands architect

### 5 februari
- Marianne Moore (84), Amerikaans schrijfster en dichtster

### 6 februari
- Emil Maurice (75), Duits militair
- Julian Steward (70), Amerikaans antropoloog

### 8 februari
- Sebastiaan Tromp (82), Nederlands geestelijke
- Markos Vamvakaris (66), Grieks musicus

### 9 februari
- Fernand Brunfaut (85), Belgisch politicus
- Bella Fromm (81), Duits journaliste
- Louis Vandendriessche (81), Belgisch politicus

### 11 februari
- Jan Wils (80), Nederlands architect

### 12 februari
- Jos De Smet (73), Belgisch historicus

### 13 februari
- Marinus Jan Granpré Molière (88), Nederlands architect

### 14 februari
- Bertus van Lier (65), Nederlands componist

### 15 februari
- Jef Last (73), Nederlands schrijver en dichter
- Edgar Snow (66), Amerikaans journalist en publicist

### 17 februari
- François De Vries (58), Belgisch voetballer
- Pieter Wijdenes (99), Nederlands wiskundige

### 19 februari
- Lee Morgan (33), Amerikaans jazztrompettist

### 20 februari
- Maria Goeppert-Mayer (63), Duits-Amerikaans natuurkundige

### 21 februari
- Bronislava Nijinska (81), Russisch danseres
- Eugène Tisserant (87), Frans kardinaal
- Zhang Guohua (57), Chinees politicus en militair

### 25 februari
- Gottfried Fuchs (82), Duits voetballer
- Ru Paré (75), Nederlands verzetsstrijdster en kunstschilderes
- Hugo Steinhaus (85), Pools wiskundige

### 26 februari
- Tom Manders (50), Nederlands komiek

### 27 februari
- Viktor Barna (60), Hongaars-Britse tafeltennisser
- Jan Roelof van der Glas (92), Nederlands componist

### 28 februari
- Dino Buzzati (65), Italiaans schrijver

### 29 februari
- Violet Trefusis (77), Brits schrijfster

## Maart

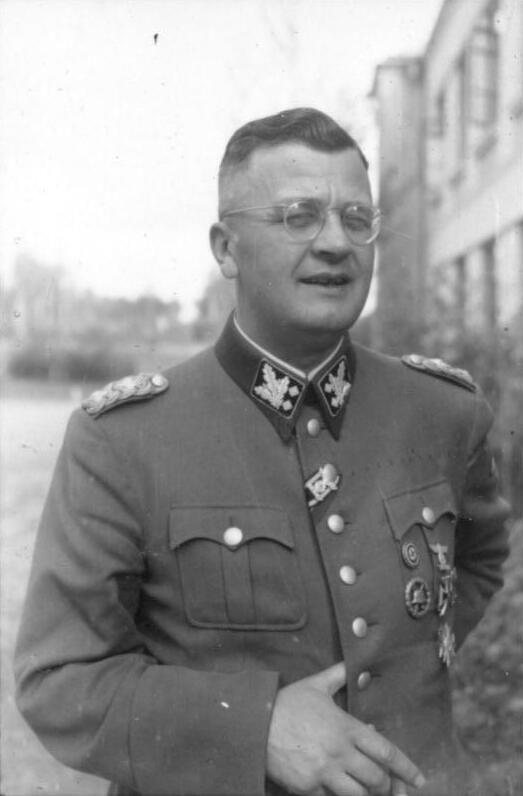
Erich von dem Bach-Zelewski
8 maart

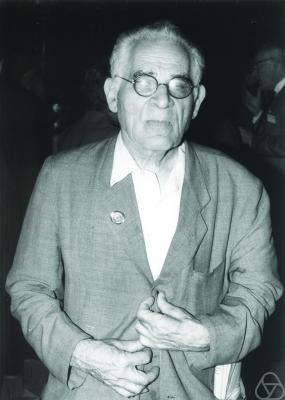
Louis Mordell
12 maart

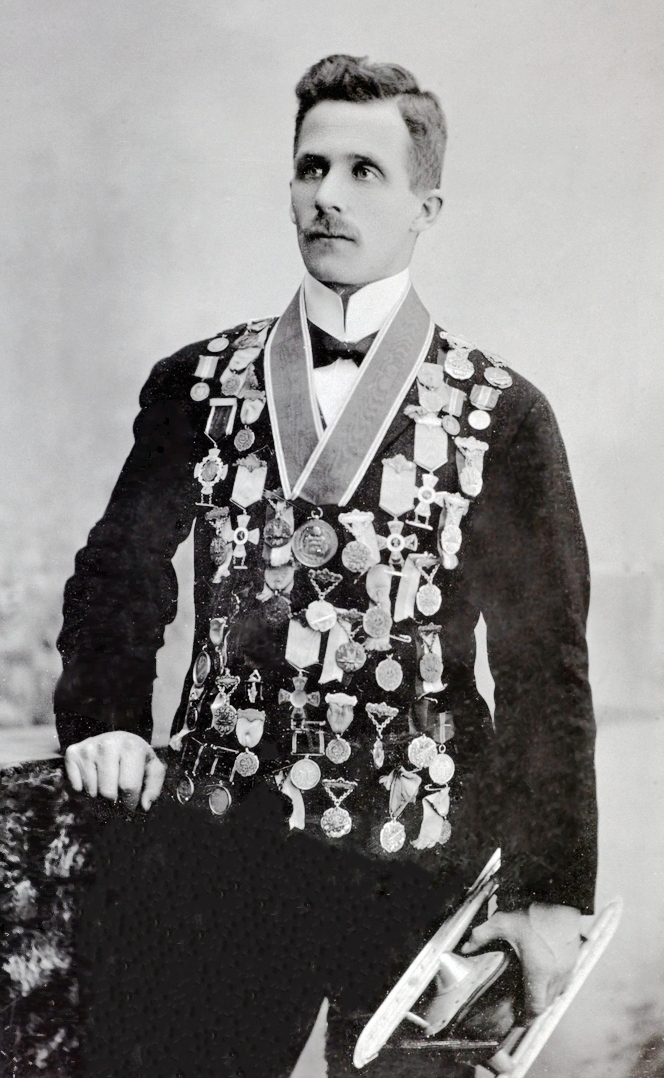
Peter Sinnerud
22 maart

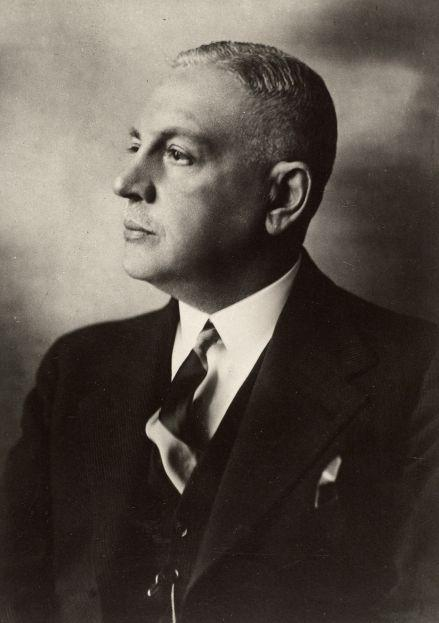
Charles Welter
28 maart

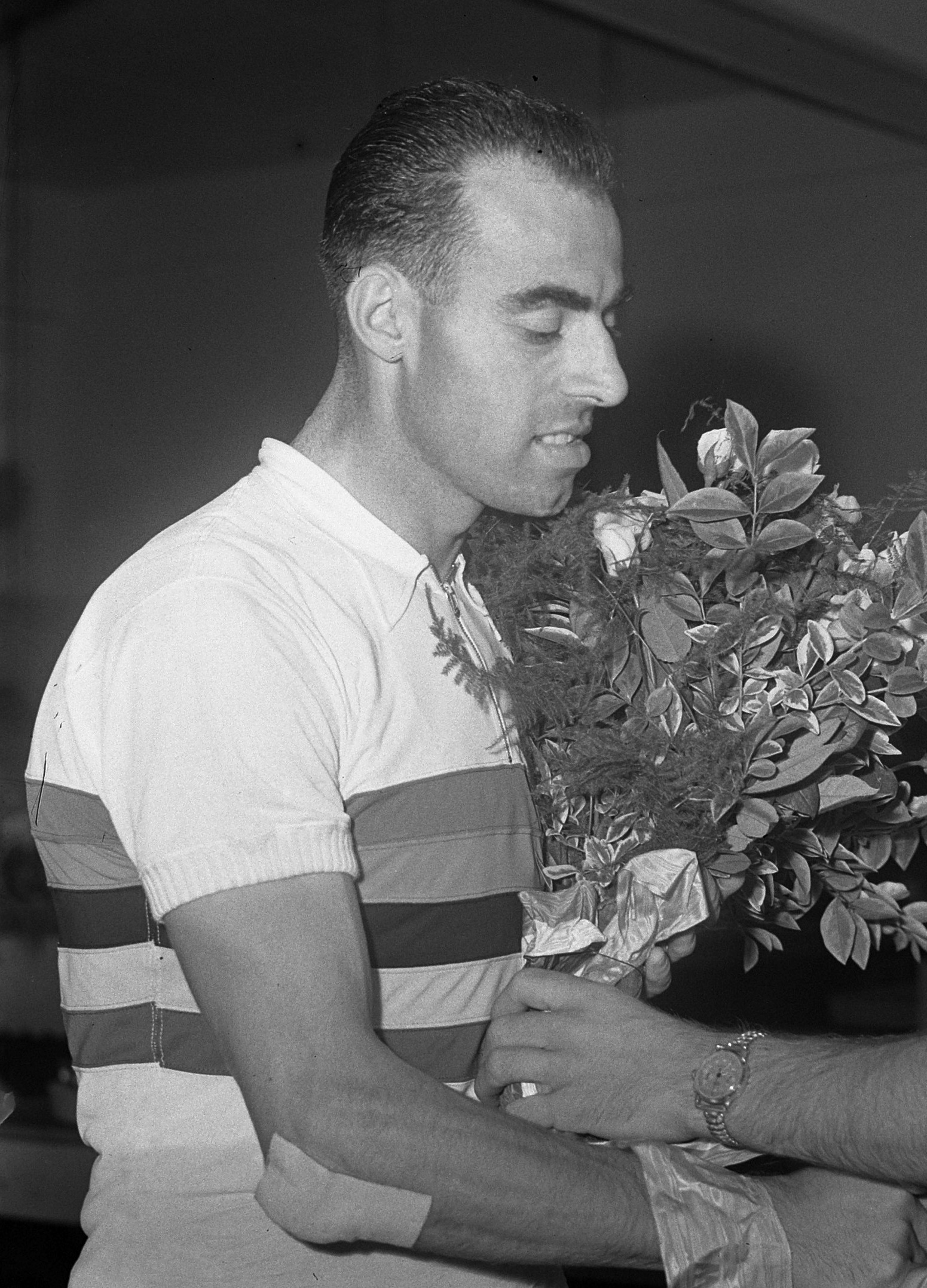
Antonio Bevilacqua
29 maart

| 1 | 2 | 3 | 4 | 5 | 6 | 7 | 8 | 9 | 10 | 11 | 12 | 13 | 14 | 15 | 16 | 17 | 18 | 19 | 20 | 21 | 22 | 23 | 24 | 25 | 26 | 27 | 28 | 29 | 30 | 31 |
| - | - | - | - | - | - | - | - | - | -- | -- | -- | -- | -- | -- | -- | -- | -- | -- | -- | -- | -- | -- | -- | -- | -- | -- | -- | -- | -- | -- |

### 2 maart
- Kaburaki Kiyokata (93), Japans kunstschilder
- Jan Van Bulck (63), Belgisch politicus
- Arnold Willem Kort (91), Nederlands kunstschilder en ontwerper

### 3 maart
- Salomon van Deventer (83), Nederlands kunstverzamelaar

### 4 maart
- Nico Vijlbrief (82), Nederlands politicus

### 6 maart
- Etienne Lootens (57), Belgisch politicus

### 7 maart
- Jozef Magé (66), Belgisch politicus

### 8 maart
- Erich von dem Bach-Zelewski (73), Duits militair

### 11 maart
- Fredric Brown (65), Amerikaans schrijver

### 12 maart
- Louis Mordell (84), Brits wiskundige
- Feodora van Saksen-Meiningen (81), lid Duitse adel

### 16 maart
- Henriette van Schönaich-Carolath (53), lid Duitse adel

### 17 maart
- Anthon Olsen (82), Deens voetballer

### 20 maart
- Peter Marius Andersen (86), Deens voetballer
- Gerard Bosch van Drakestein (84), Nederlands wielrenner
- Jan Engelman (71), Nederlands dichter
- Paul Hermans (73), Belgisch kunstschilder
- Marilyn Maxwell (49), Amerikaans actrice

### 21 maart
- Aad de Haas (51), Nederlands kunstenaar
- David McCallum sr. (74), Brits violist

### 22 maart
- Peter Sinnerud (96), Noors schaatser

### 23 maart
- Jean Washer (77), Belgisch tennisser

### 24 maart
- Cristobal Balenciaga (77), Spaans modeontwerper

### 27 maart
- Maurits Cornelis Escher (73), Nederlands kunstenaar

### 28 maart
- Camille Linden (53), Luxemburgs politicus
- Joseph Paul-Boncour (98), Frans politicus
- Charles Welter (91), Nederlands politicus

### 29 maart
- Antonio Bevilacqua (53), Italiaans wielrenner

### 30 maart
- Raymond De Corte (74), Belgisch wielrenner
- Hub Ritzen (60), Nederlands historicus

## April

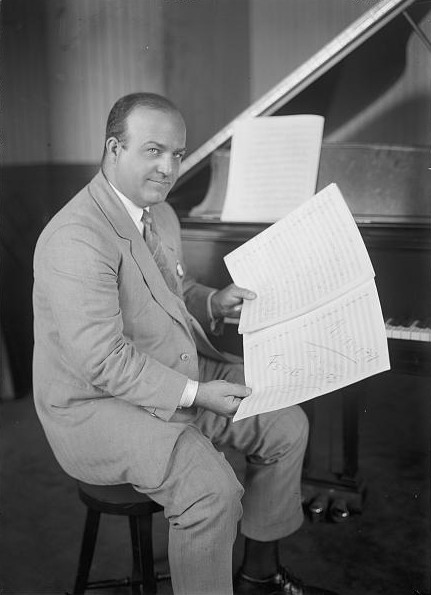
Ferde Grofé
3 april

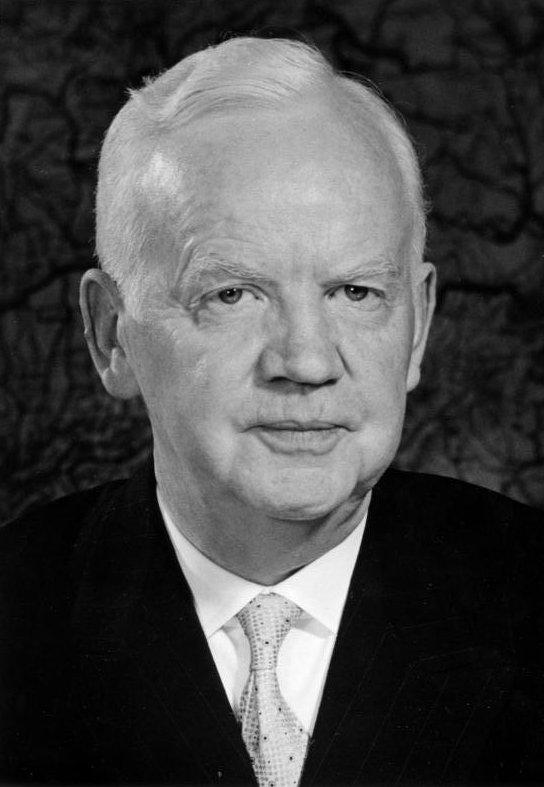
Heinrich Lübke
6 april

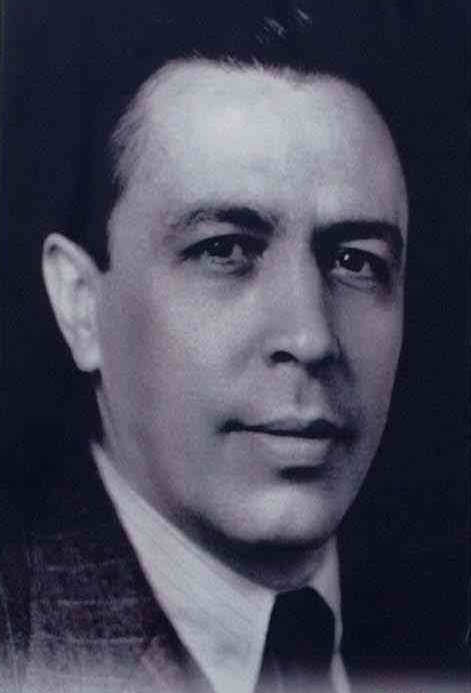
Manuel Gómez Morín
19 april

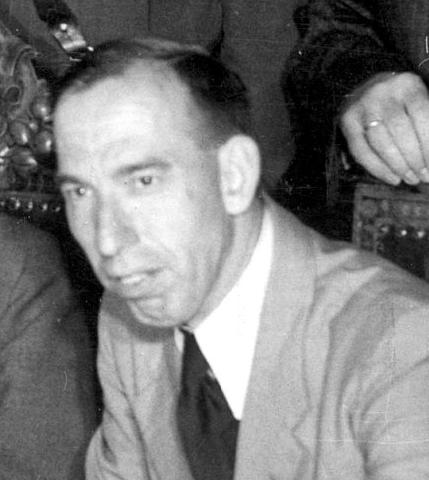
Hein Vos
23 april

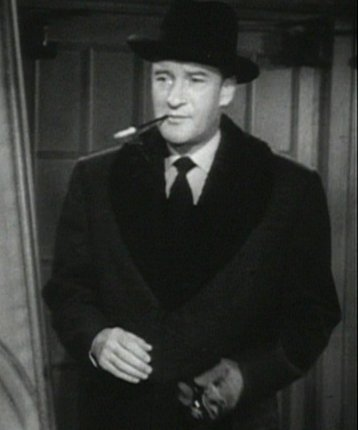
George Sanders
25 april

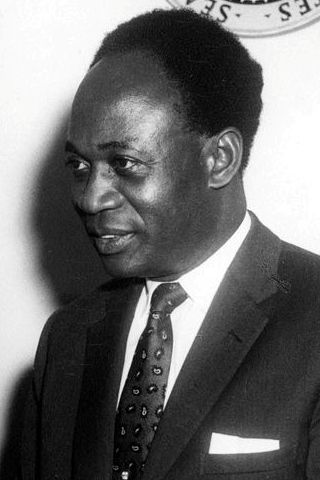
Kwame Nkrumah
27 april

| 1 | 2 | 3 | 4 | 5 | 6 | 7 | 8 | 9 | 10 | 11 | 12 | 13 | 14 | 15 | 16 | 17 | 18 | 19 | 20 | 21 | 22 | 23 | 24 | 25 | 26 | 27 | 28 | 29 | 30 |
| - | - | - | - | - | - | - | - | - | -- | -- | -- | -- | -- | -- | -- | -- | -- | -- | -- | -- | -- | -- | -- | -- | -- | -- | -- | -- | -- |

### 2 april
- Franz Halder (87), Duits generaal
- Speedy Thompson (46), Amerikaans autocoureur

### 3 april
- Ferde Grofé (80), Amerikaans componist en arrangeur

### 4 april
- Sieuwert Bruins Slot (66), Nederlands politicus en journalist
- Hugo Goetz (87), Amerikaans zwemmer
- Stefan Wolpe (69), Duits-Amerikaans componist

### 6 april
- Heinrich Lübke (77), Duits politicus

### 7 april
- Leo Albering (68), Nederlands politicus
- Abeid Karume (66), president van Zanzibar
- Rudolf Quoika (74), Duits componist

### 8 april
- Godfried Jozef Dortu (87), Nederlands dirigent en componist

### 9 april
- James Byrnes (89), Amerikaans politicus

### 11 april
- George Plympton (82), Amerikaans scenarioschrijver

### 12 april
- C.W. Ceram (57), Duits archeoloog en publicist

### 13 april
- Jóhannes Sveinsson Kjarval (86), IJslands kunstschilder

### 14 april
- Johan Cortlever (86), Nederlands zwemmer en waterpolospeler
- Niño Ricardo (67), Spaans gitarist en componist

### 15 april
- Frank Knight (86), Amerikaans econoom

### 16 april
- Sijtje Aafjes (78), Nederlands illustratrice
- Yasunari Kawabata (72), Japans schrijver

### 17 april
- Jan Engels (49), Belgisch wielrenner

### 18 april
- Henriette Geertruida Veth (84), Nederlands juriste

### 19 april
- Manuel Gómez Morín (75), Mexicaans politicus
- Jan Van Campenhout (64), Belgisch kunstschilder

### 20 april
- Andrea Andreen (83), Zweeds medicus en activiste

### 23 april
- Hein Vos (68), Nederlands politicus en econoom

### 24 april
- Fernando Amorsolo (79), Filipijns kunstschilder

### 25 april
- George Sanders (65), Brits acteur

### 27 april
- Kees Broerse (71), Nederlands beeldend kunstenaar
- Kwame Nkrumah (62), president van Ghana

### 28 april
- Xavier Vanslambrouck (59), Belgisch-Amerikaans wielrenner

### 29 april
- Ntare V (24), koning van Burundi

### 30 april
- Selli Engler (72), Duits activiste en schrijfster

## Mei

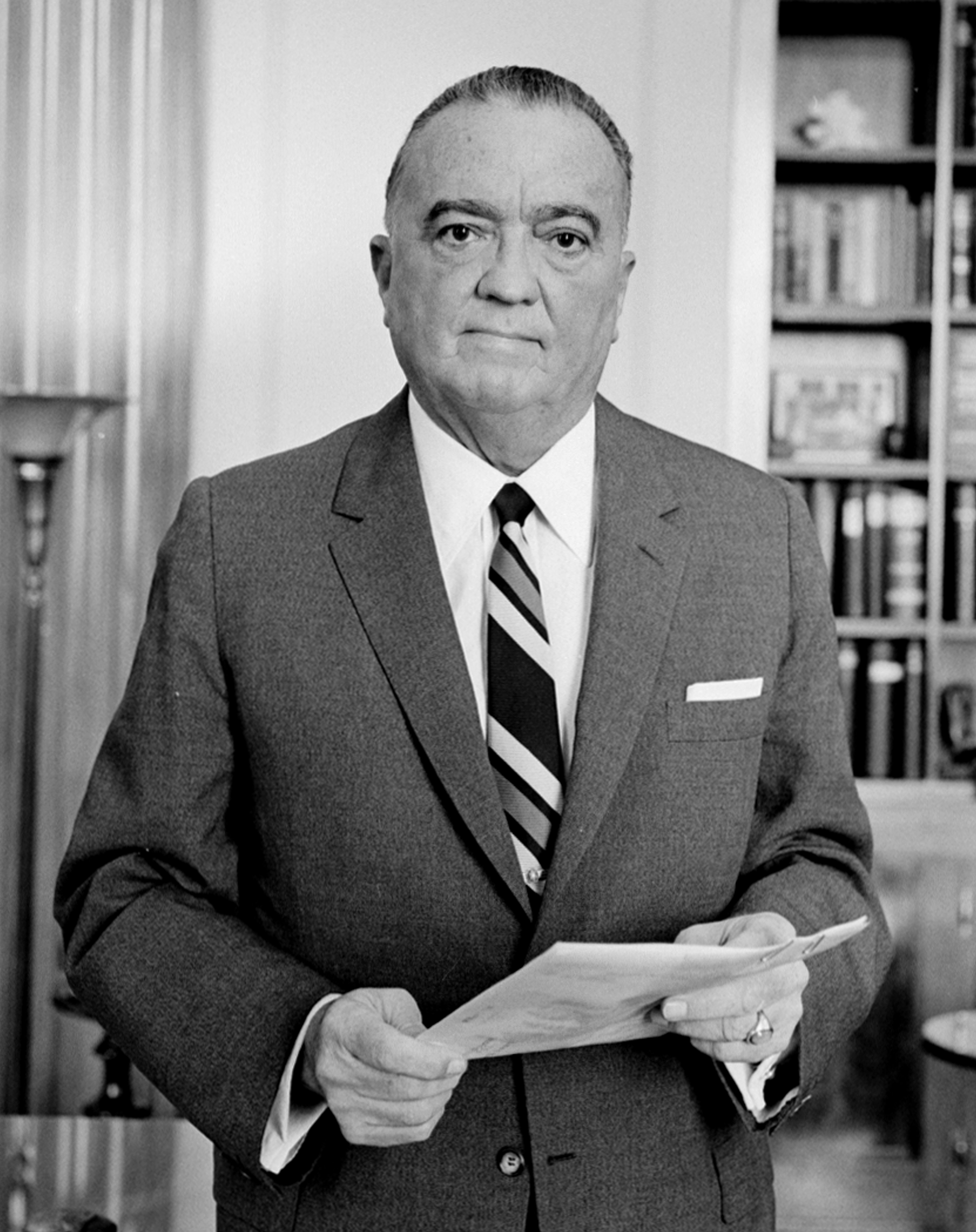
J. Edgar Hoover
2 mei

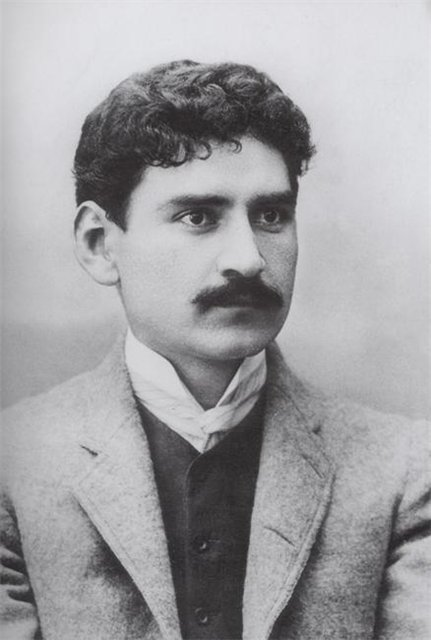
Martiros Sarian
5 mei

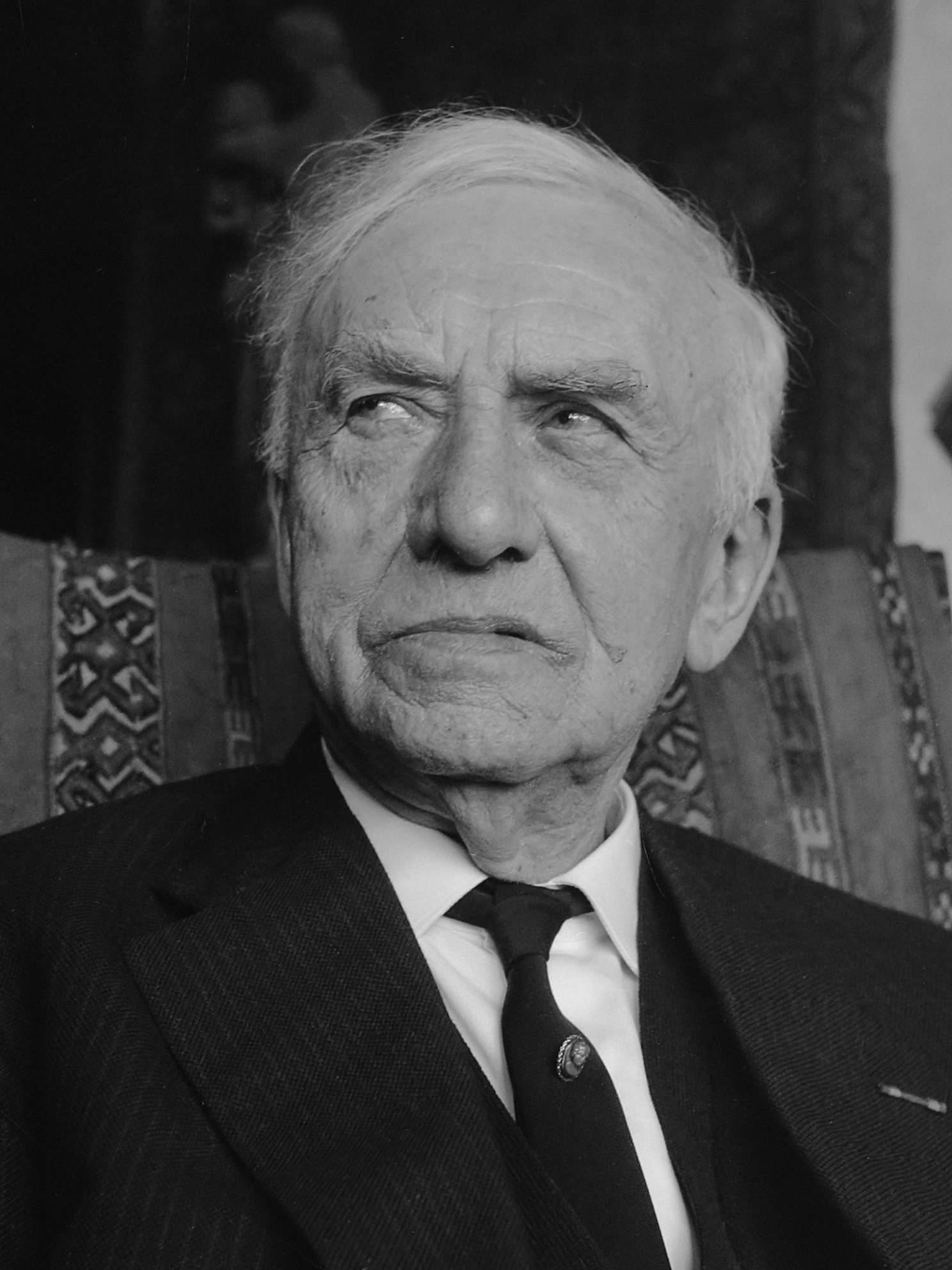
Jan Bronner
18 mei

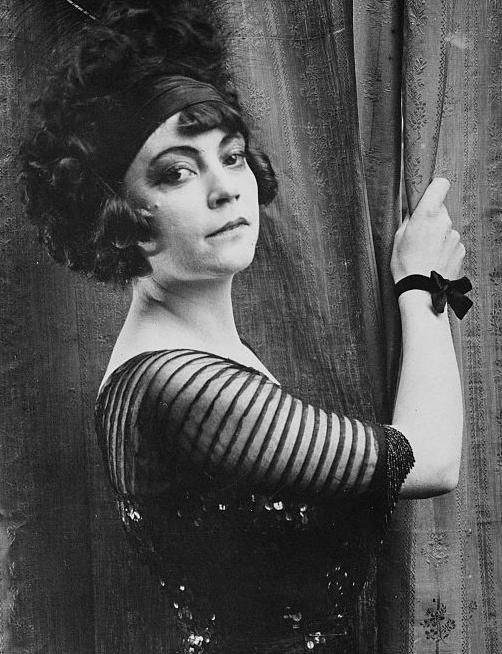
Asta Nielsen
24 mei

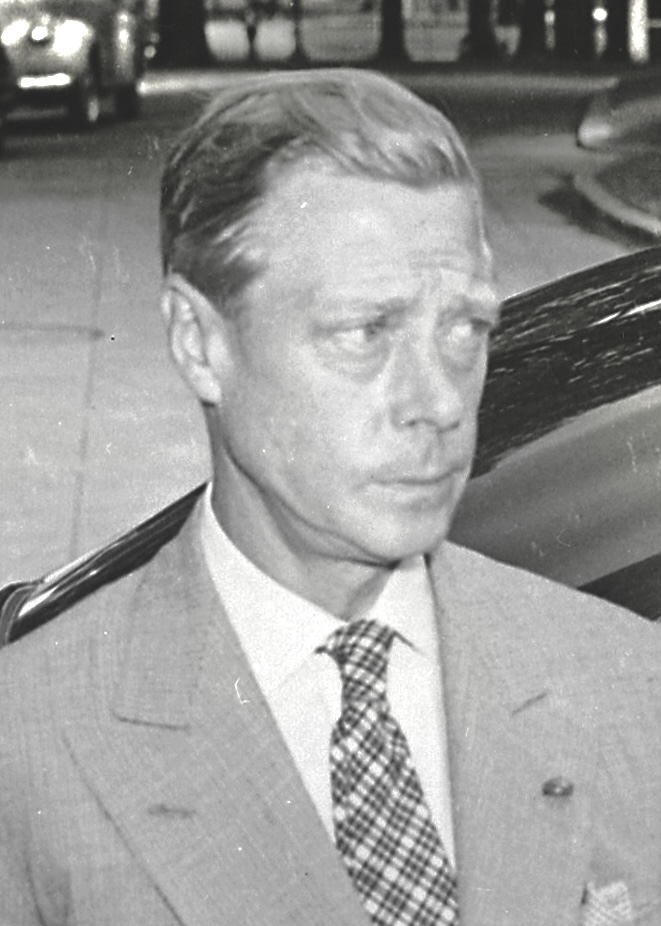
Eduard VIII
28 mei

| 1 | 2 | 3 | 4 | 5 | 6 | 7 | 8 | 9 | 10 | 11 | 12 | 13 | 14 | 15 | 16 | 17 | 18 | 19 | 20 | 21 | 22 | 23 | 24 | 25 | 26 | 27 | 28 | 29 | 30 | 31 |
| - | - | - | - | - | - | - | - | - | -- | -- | -- | -- | -- | -- | -- | -- | -- | -- | -- | -- | -- | -- | -- | -- | -- | -- | -- | -- | -- | -- |

### 2 mei
- J. Edgar Hoover (77), Amerikaans FBI-bestuurder

### 3 mei
- Bruce Cabot (68), Amerikaans acteur

### 4 mei
- Edward Calvin Kendall (86), Amerikaans scheikundige en Nobelprijswinnaar
- Johan Leopold van Saksen-Coburg en Gotha (65), lid Duitse adel

### 5 mei
- Josep Samitier (70), Spaans voetballer en voetbaltrainer
- Martiros Sarian (92), Armeens schilder
- Fulbert Youlou (54), Congolees staatsman

### 6 mei
- Deniz Gezmiş (25), Turks politiek activist

### 8 mei
- Thomas Deputter (75), Belgisch kunstschilder
- Shinsui Itō (74), Japans kunstschilder en prentkunstenaar

### 13 mei
- Dan Blocker (43), Amerikaans acteur
- Willem Karel Hendrik Feuilletau de Bruyn (85), Nederlands militair

### 14 mei
- Theo Haze (68), Nederlands spion en verzetsstrijder
- Sjoerd Prummel (77), Nederlands ondernemer en voetbalbestuurder

### 18 mei
- Jan Bronner (90), Nederlands beeldhouwer

### 20 mei
- Paolo Bianchi (63), Italiaans wielrenner
- Maarten Meuldijk (77), Nederlands essayist, tekenaar en politicus

### 22 mei
- Leo Commu (25), Nederlands motorcoureur
- Cecil Day-Lewis (68), Iers-Brits dichter en schrijver
- Bernabé Ferreyra (63), Argentijns voetballer
- Margaret Rutherford (80), Brits actrice
- Louis Salvérius (42), Belgisch striptekenaar

### 24 mei
- Asta Nielsen (90), Deens actrice

### 25 mei
- Jef Tinel (87), Belgisch musicus

### 27 mei
- Nico Blom (73), Nederlands politicus
- Felix Coenen (77), Belgisch politicus

### 28 mei
- Eduard VIII (77), koning van het Verenigd Koninkrijk en keizer van India
- Violette Leduc (65), Frans schrijfster

### 29 mei
- Tjitte de Jong (82), Nederlands jurist

### 31 mei
- Watchman Nee (68), Chinees theoloog en evangelist

## Juni

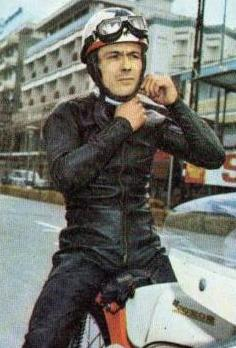
Gilberto Parlotti
9 juni

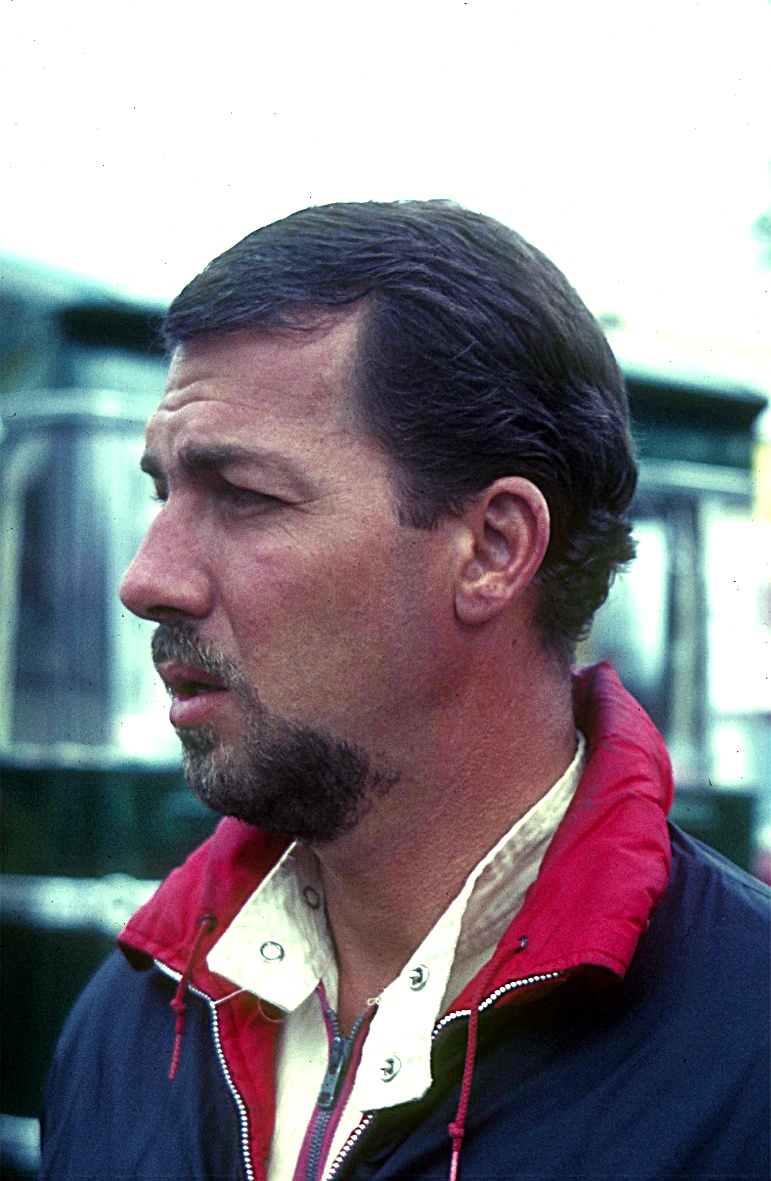
Jo Bonnier
11 juni

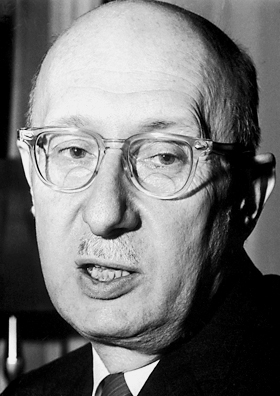
Georg von Békésy
13 juni

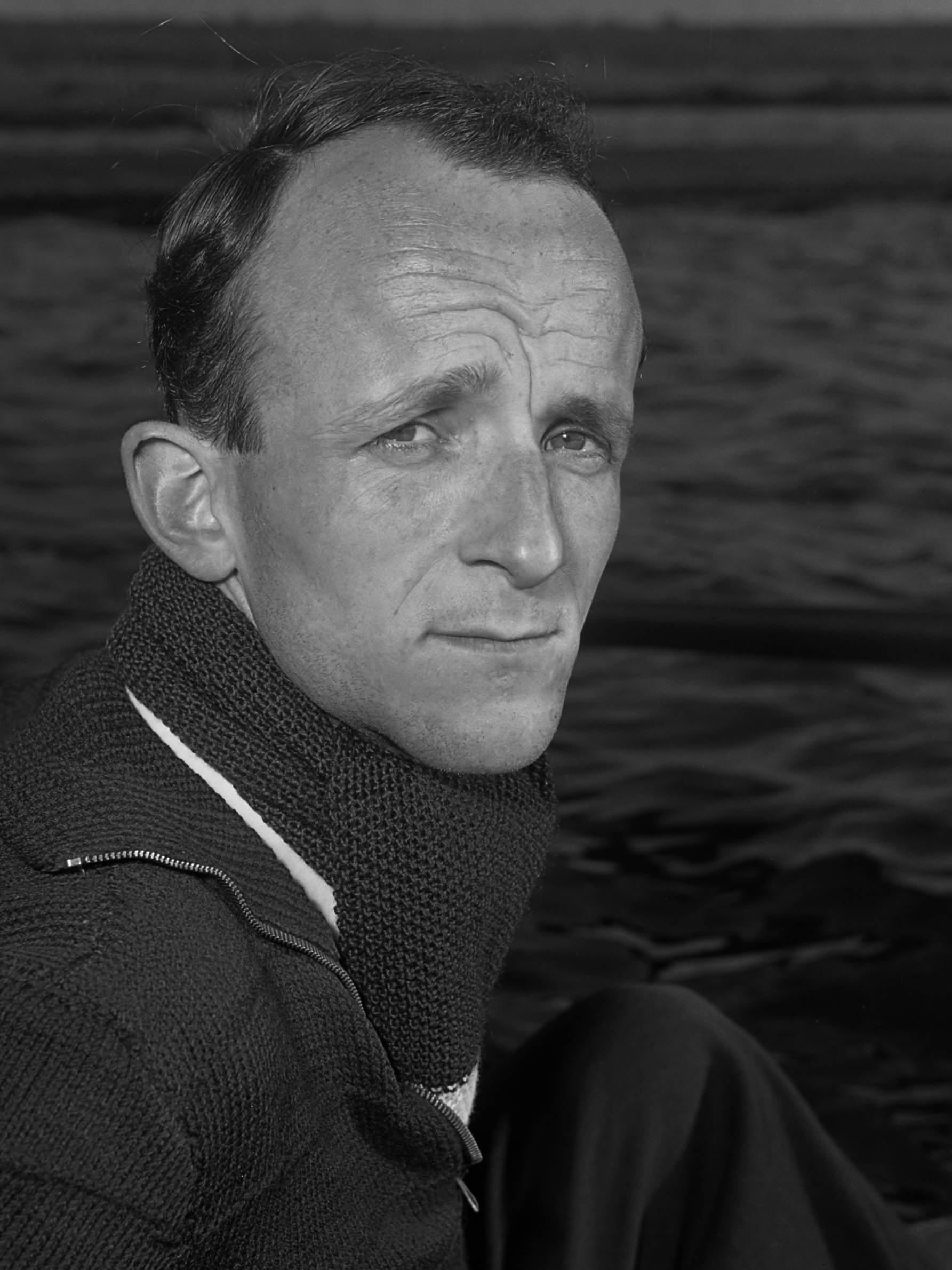
Hans Caro
28 juni

| 1 | 2 | 3 | 4 | 5 | 6 | 7 | 8 | 9 | 10 | 11 | 12 | 13 | 14 | 15 | 16 | 17 | 18 | 19 | 20 | 21 | 22 | 23 | 24 | 25 | 26 | 27 | 28 | 29 | 30 |
| - | - | - | - | - | - | - | - | - | -- | -- | -- | -- | -- | -- | -- | -- | -- | -- | -- | -- | -- | -- | -- | -- | -- | -- | -- | -- | -- |

### 2 juni
- Willy Mignot (56), Nederlands beeldhouwer

### 5 juni
- Louis Mottiat (82), Belgisch wielrenner

### 6 juni
- Vicente Madrigal (92), Filipijns zakenman en senator

### 8 juni
- Eleuterio Lovreglio (72), Italiaans componist
- Jimmy Rushing (70), Amerikaans zanger

### 9 juni
- Rudolf Belling (85), Duits beeldhouwer
- Cees ten Cate (81), Nederlands voetballer
- Gilberto Parlotti (31), Italiaans motorcoureur
- Harm Tuin (75), Nederlands burgemeester

### 11 juni
- Jo Bonnier (42), Zweeds autocoureur
- Jo Uiterwaal (75), Nederlands beeldhouwer en meubelontwerper

### 12 juni
- Ludwig von Bertalanffy (70), Oostenrijks bioloog en systeemdenker
- Johannes van Hout (67), Nederlands burgemeester

### 13 juni
- Georg von Békésy (73), Hongaars biofysicus
- Clyde McPhatter (39), Amerikaans zanger
- Willem Frederik Pastoor (87), Nederlands fotograaf

### 14 juni
- Edmund Wilson (77), Amerikaans journalist en publicist

### 19 juni
- Helge Rosvaenge (74), Deens operazanger

### 20 juni
- Berhardina Midderigh-Bokhorst (92), Nederlands kunstenaar

### 21 juni
- Gavin de Beer (72), Brits embryoloog

### 22 juni
- Jean van Caloen (87), lid Belgische adel
- Johan Frederik Pala (80), Nederlands componist
- Johannes Olav Smit (89), Nederlands bisschop

### 25 juni
- Edmund Wilson (77), Amerikaans journalist en publicist

### 28 juni
- Hans Caro (43), Nederlands roeier

### 30 juni
- Jetty van Lennep (77), Nederlands componiste
- Martinus Pelinck (68), Nederlands burgemeester

## Juli

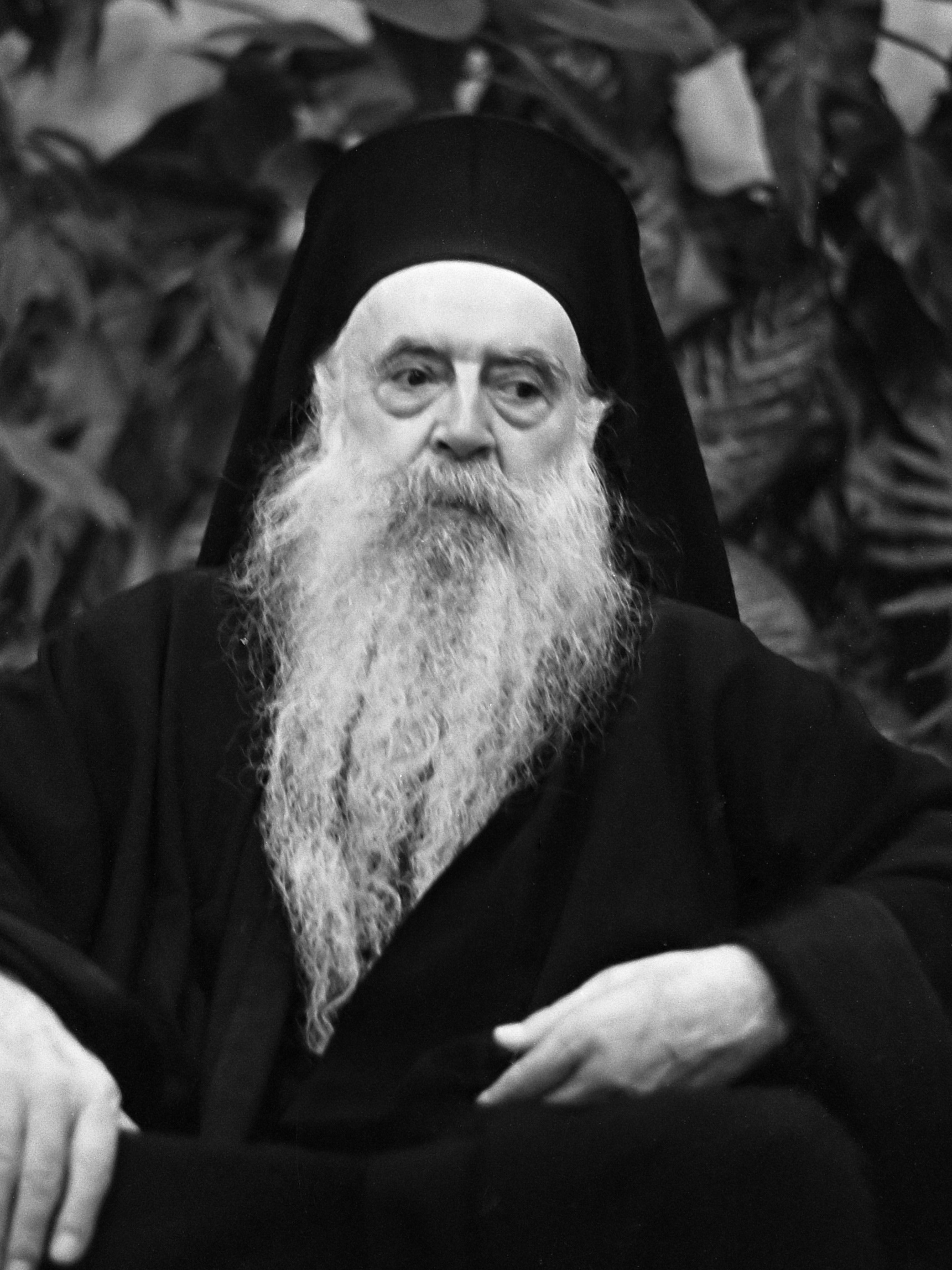
Athenagoras I
7 juli

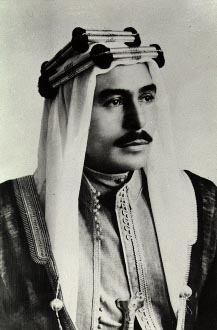
Talal van Jordanië
7 juli

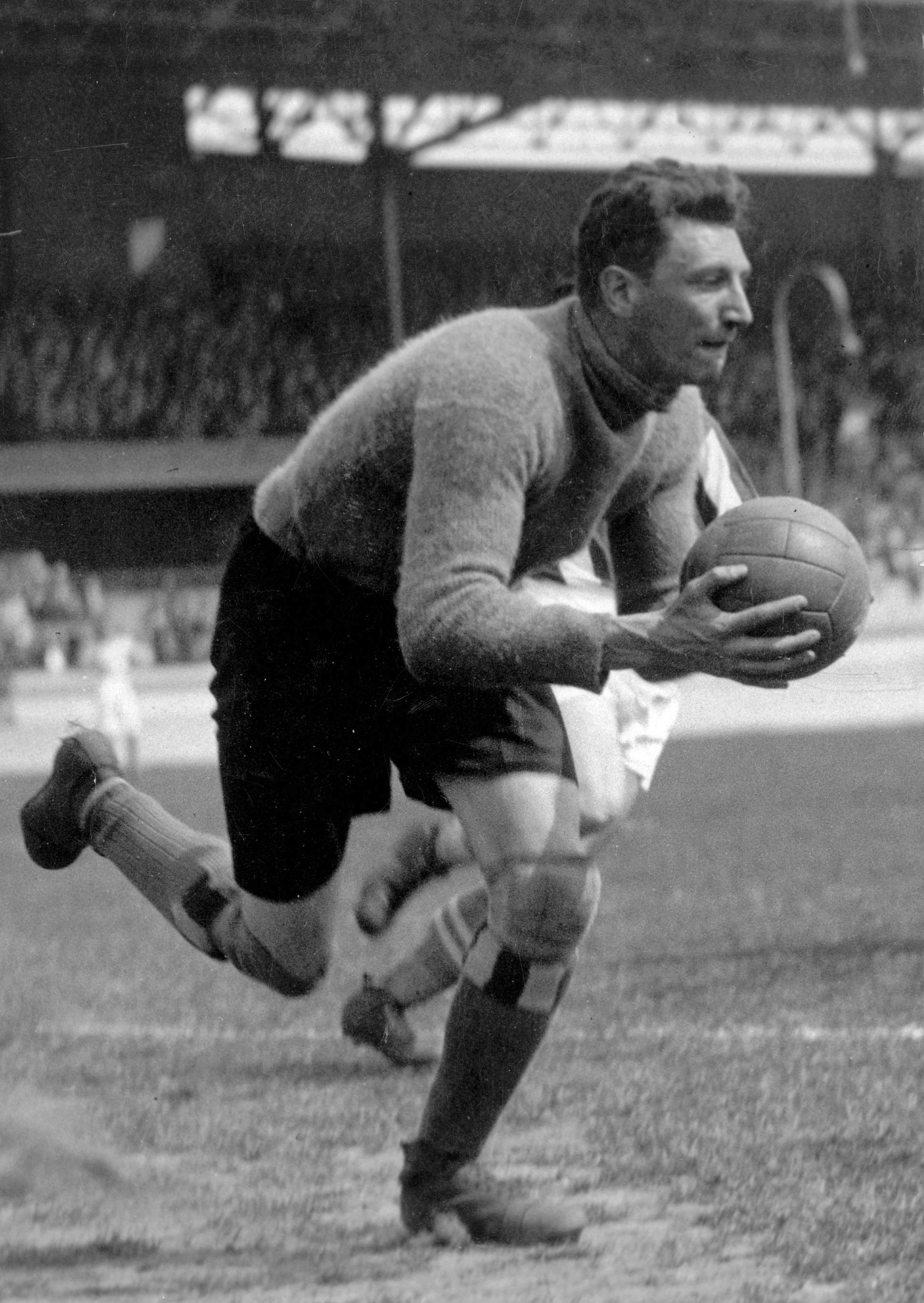
Gejus van der Meulen
10 juli

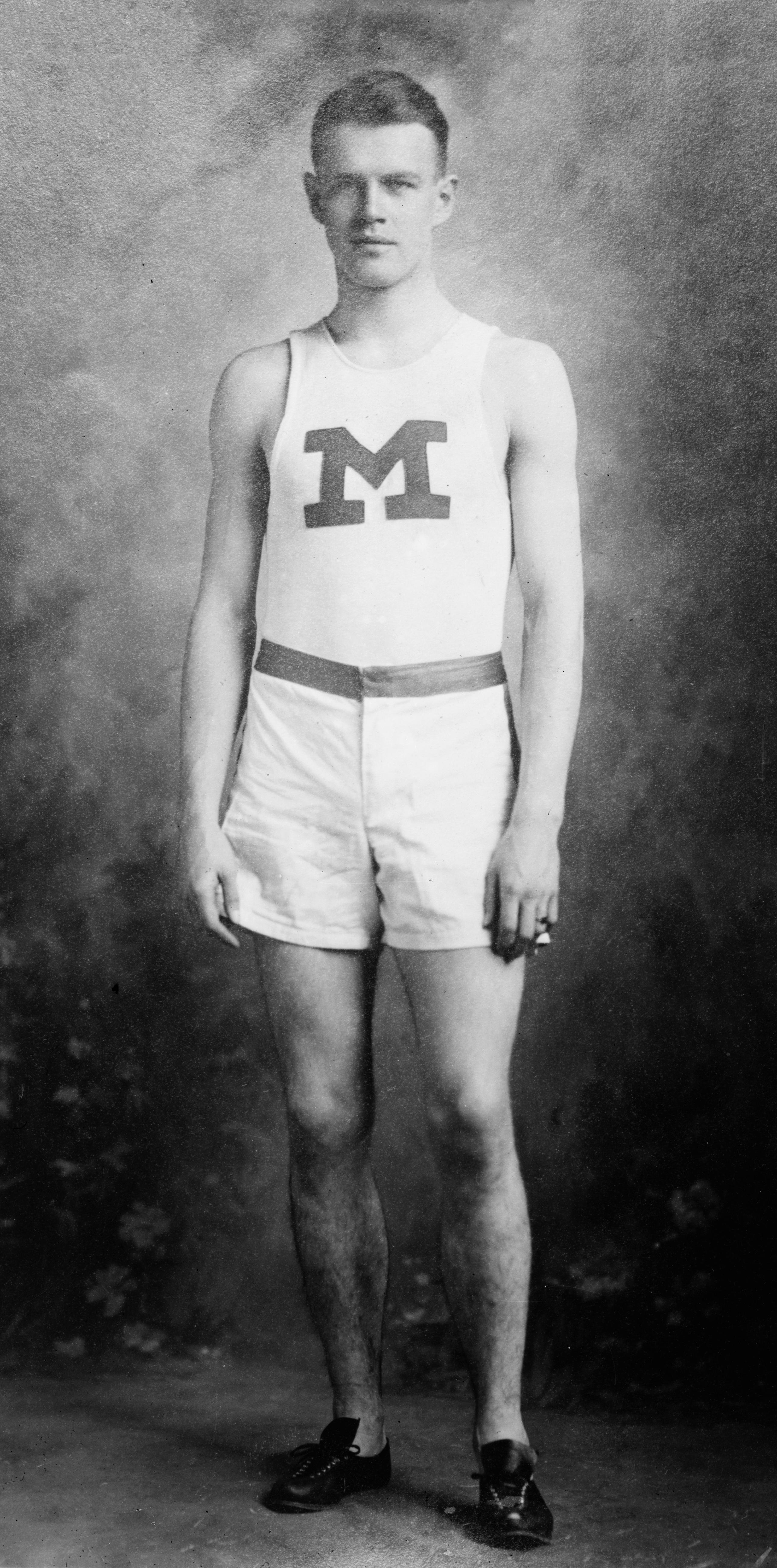
Ralph Craig
21 juli

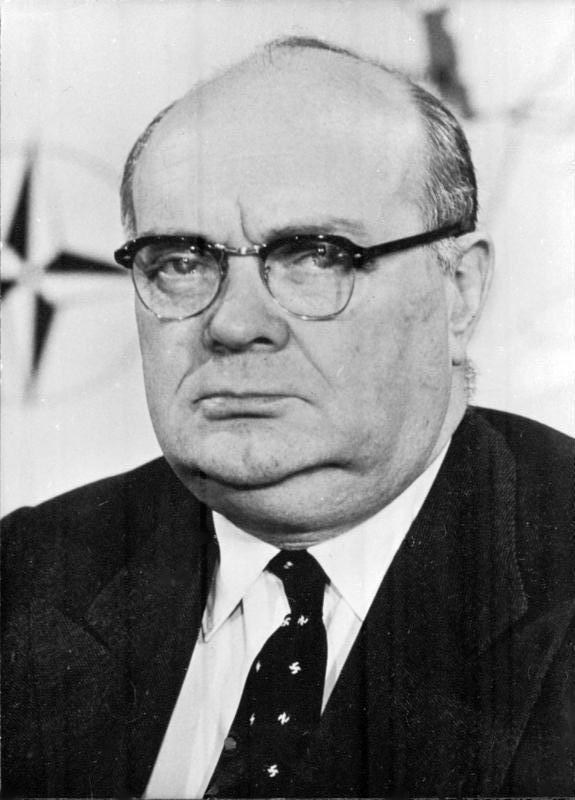
Paul-Henri Spaak
31 juli

| 1 | 2 | 3 | 4 | 5 | 6 | 7 | 8 | 9 | 10 | 11 | 12 | 13 | 14 | 15 | 16 | 17 | 18 | 19 | 20 | 21 | 22 | 23 | 24 | 25 | 26 | 27 | 28 | 29 | 30 | 31 |
| - | - | - | - | - | - | - | - | - | -- | -- | -- | -- | -- | -- | -- | -- | -- | -- | -- | -- | -- | -- | -- | -- | -- | -- | -- | -- | -- | -- |

### 2 juli
- Samuel Herssens (67), Belgisch politicus

### 7 juli
- Athenagoras I (86), patriarch van Constantinopel
- Talal van Jordanië (63), koning van Jordanië
- Camille Tihon (82), Belgisch historicus
- Martin van Waning (84), Nederlands kunstenaar

### 8 juli
- Ghassan Kanafani (36), Palestijns schrijver en toneelschrijver
- Jan Willem Hugo Lambach (63), Nederlands vliegtuigbouwer

### 10 juli
- Gejus van der Meulen (69), Nederlands voetballer

### 14 juli
- Gerard Gustaaf Philips (73), Belgisch politicus
- Christian Ravel (23), Frans motorcoureur

### 15 juli
- Bert Janssens (56), Belgisch programmamaker

### 16 juli
- William George Berry (67), Engels voetballer

### 19 juli
- Amédée Doutrepont (86), Belgisch politicus
- Harry Weetman (51), Brits golfer

### 20 juli
- Friedrich Flick (89), Duits ondernemer en oorlogsmisdadiger
- Clara Vischer-Blaaser (77), Nederlands actrice

### 21 juli
- Ralph Craig (83), Amerikaans atleet
- Jan Diddens (65), Belgisch voetballer
- Jigme Dorji Wangchuk (44), koning van Bhutan

### 22 juli
- Max Aub (69), Spaans schrijver
- Otto Blom (85), Nederlands tennisser

### 24 juli
- Lance Reventlow (36), Amerikaans autocoureur

### 25 juli
- Robert Gillon (87), Belgisch politicus
- Joep Nicolas (74), Nederlands glazenier, schilder en tekenaar
- Pieter Hendrik Smits (78), Nederlands jurist

### 26 juli
- Joop Boutmy (78), Nederlands voetballer
- Arthur Saelens (53), Belgisch politicus

### 27 juli
- Richard Coudenhove-Kalergi (77), Oostenrijks politicus

### 28 juli
- Kees Baard (74), Nederlands kunstschilder
- Antoon Jan Marie van Nispen tot Pannerden (58), Nederlands ambtenaar

### 30 juli
- Léonce Reypens (88), Belgisch schrijver

### 31 juli
- Paul-Henri Spaak (73), Belgisch politicus

## Augustus

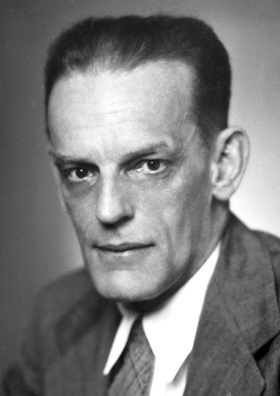
Max Theiler
11 augustus

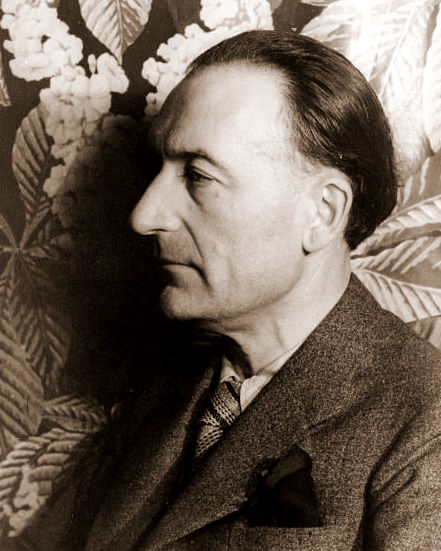
Jules Romains
14 augustus

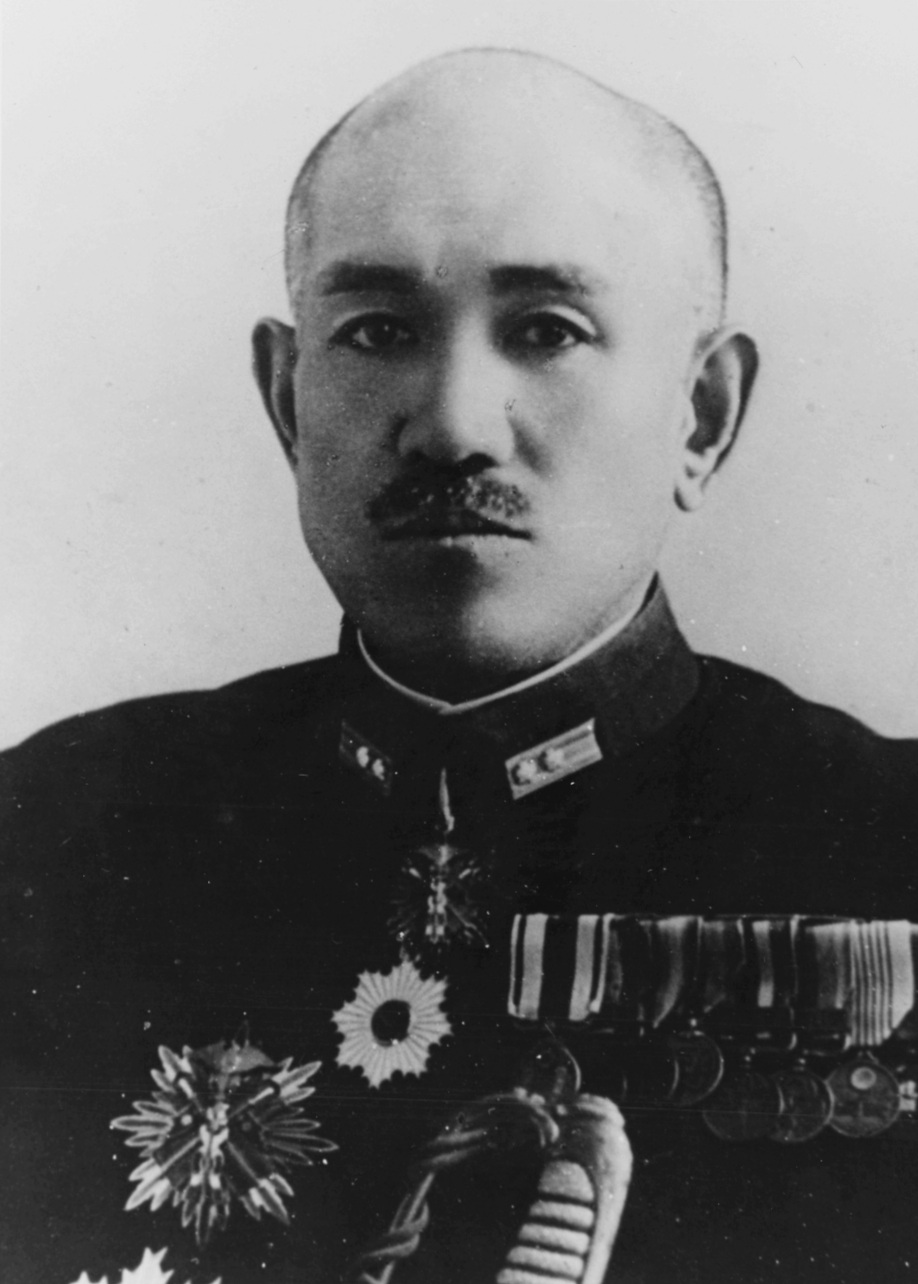
Jinichi Kusaka
24 augustus

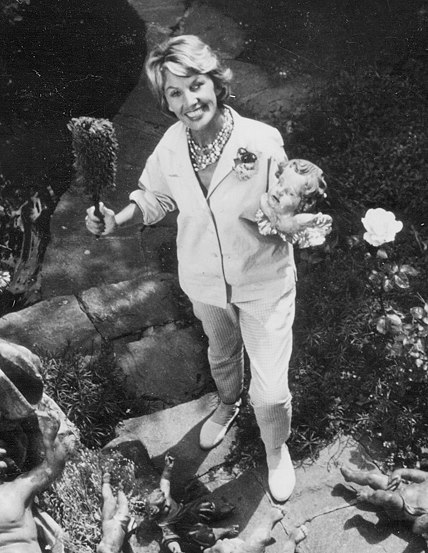
Lale Andersen
29 augustus

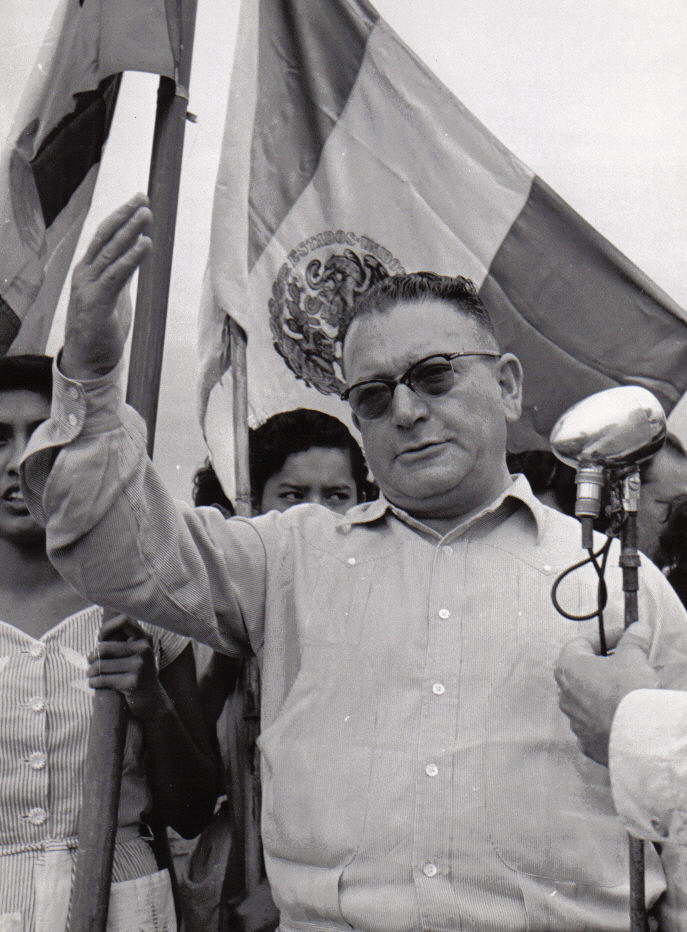
Miguel Henríquez Guzmán
29 augustus

| 1 | 2 | 3 | 4 | 5 | 6 | 7 | 8 | 9 | 10 | 11 | 12 | 13 | 14 | 15 | 16 | 17 | 18 | 19 | 20 | 21 | 22 | 23 | 24 | 25 | 26 | 27 | 28 | 29 | 30 | 31 |
| - | - | - | - | - | - | - | - | - | -- | -- | -- | -- | -- | -- | -- | -- | -- | -- | -- | -- | -- | -- | -- | -- | -- | -- | -- | -- | -- | -- |

### 1 augustus
- Door Boerewaard (79), Belgisch kunstschilder
- Pietro Ghersi (73), Italiaans auto- en motorcoureur

### 7 augustus
- Artie Bell (58), Iers motorcoureur
- Léon Despontin (84), Belgisch wielrenner
- Gerrit Willem van der Does (77), Nederlands jurist
- Aspasia Manos (75), prinses van Griekenland en Denemarken
- Jean Spiropoulos (75), Grieks jurist

### 8 augustus
- Willy Richartz (71), Duits componist

### 9 augustus
- Hector Martin (73), Belgisch wielrenner
- Ernst von Salomon (69), Duits schrijver

### 11 augustus
- Petrus Klockaerts (70), Belgisch politicus
- Max Theiler (73), Zuid-Afrikaans viroloog en Nobelprijswinnaar
- William Webb (85), Australisch rechter

### 12 augustus
- Martin Duiven (68), Nederlands natuurkenner en publicist
- Alf Hurum (89), Noors componist en kunstschilder

### 13 augustus
- Wilfred Smit (39), Nederlands dichter
- Paul Van de Velde (50), Belgisch televisiepresentator

### 14 augustus
- Pierre Brasseur (66), Frans acteur
- Paolo Giobbe (92), Italiaans kardinaal
- Jules Romains (86), Frans schrijver

### 16 augustus
- Pieter den Besten (77), Nederlands kunstenaar
- John Barnes Chance (39), Amerikaans componist
- Jacoba Nicolina van Dantzig-Melles (85), Nederlands politica
- Mohamed Oufkir (52), Marokkaans militair en politicus
- Martim Silveira (61), Braziliaans voetballer

### 17 augustus
- Raymond Brulez (76), Belgisch schrijver

### 20 augustus
- Jan Dhondt (57), Belgisch historicus

### 23 augustus
- Maiola Kalili (62), Amerikaans zwemmer

### 24 augustus
- Jinichi Kusaka (83), Japans militair

### 26 augustus
- Jacques Gans (64), Nederlands schrijver

### 27 augustus
- Angelo Dell'Acqua (68), Italiaans kardinaal

### 28 augustus
- William van Gloucester (30), lid Britse koningshuis
- Arthur Heylen (74), Belgisch politicus

### 29 augustus
- Lale Andersen (67), Duits zangeres
- Gerard Eneman (59), Belgisch politicus
- Miguel Henríquez Guzmán (74), Mexicaans militair en politicus

### 30 augustus
- Johan August van Thiel (87), Nederlands jurist

## September

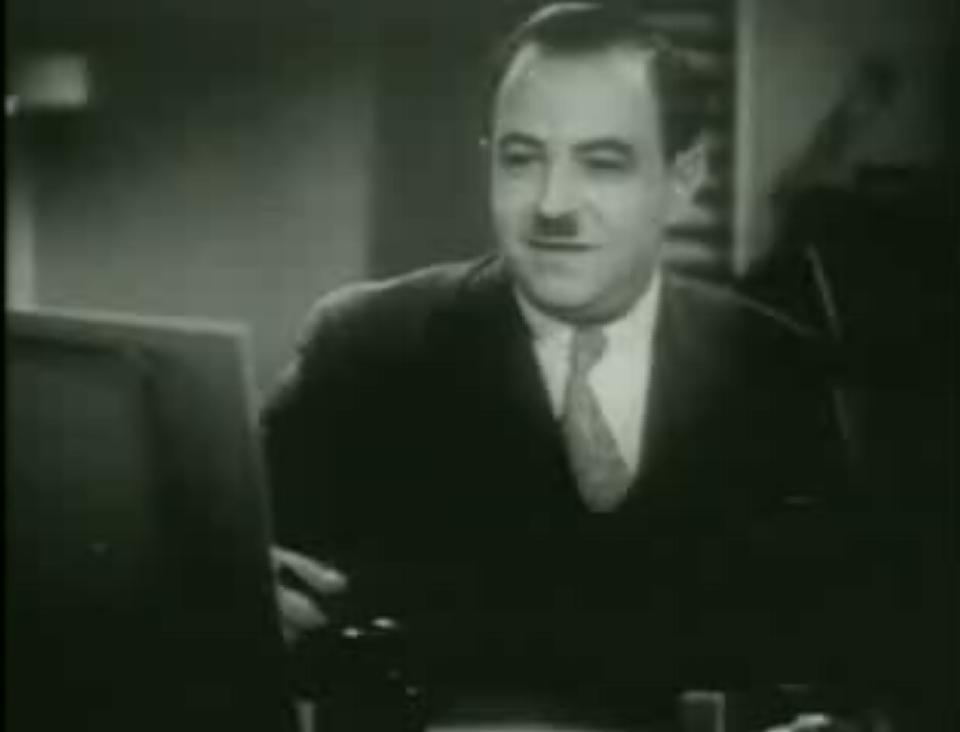
Max Fleischer
11 september

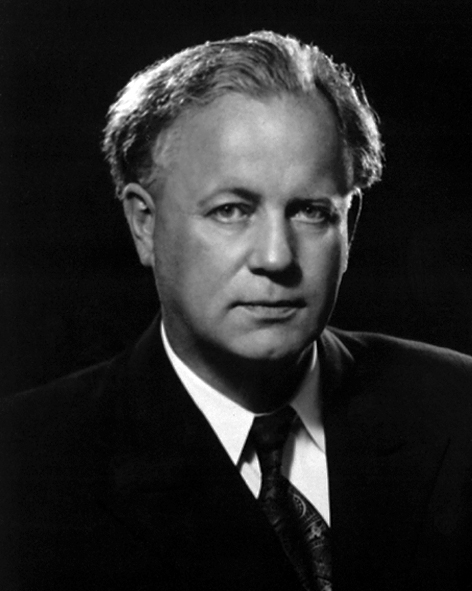
Ásgeir Ásgeirsson
15 september

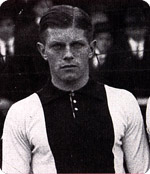
Jan de Natris
16 september

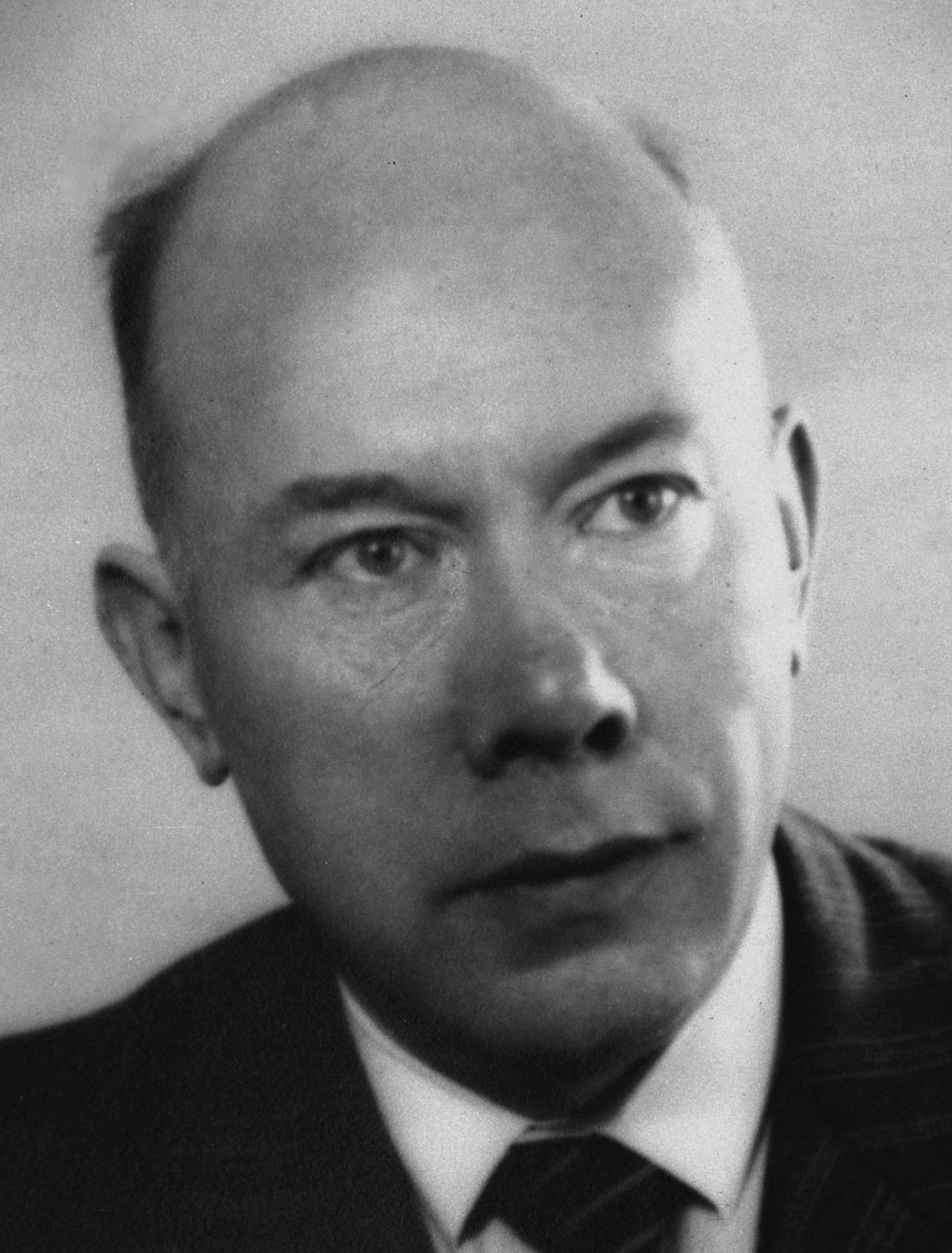
P.J. Witteman
28 september

| 1 | 2 | 3 | 4 | 5 | 6 | 7 | 8 | 9 | 10 | 11 | 12 | 13 | 14 | 15 | 16 | 17 | 18 | 19 | 20 | 21 | 22 | 23 | 24 | 25 | 26 | 27 | 28 | 29 | 30 |
| - | - | - | - | - | - | - | - | - | -- | -- | -- | -- | -- | -- | -- | -- | -- | -- | -- | -- | -- | -- | -- | -- | -- | -- | -- | -- | -- |

### 3 september
- Hans Calmeyer (69), Duits jurist

### 7 september
- Jacques Pirenne (81), Belgisch historicus
- Friedrich Wilhelm Rust (69), Duits componist

### 8 september
- Adrianus Remiëns (82), Nederlands kunstenaar

### 10 september
- Evelyne Axell (37), Belgisch kunstschilder, actrice en tv-presentator
- Huibert Antonie Ravenswaaij (81), Nederlands kunstschilder

### 11 september
- Max Fleischer (89), Amerikaans animator en filmregisseur

### 14 september
- Piet Jacobszoon (69), Nederlands zwemmer
- Coba van der Lee (79), Nederlands kunstschilder

### 15 september
- Ásgeir Ásgeirsson (78), president van IJsland

### 16 september
- Jan de Natris (76), Nederlands voetballer en atleet

### 19 september
- Robert Casadesus (73), Frans componist

### 21 september
- Rutherford Decker (68), Amerikaans predikant en politicus
- Heitor (73), Braziliaans voetballer
- Henry de Montherlant (76), Frans schrijver

### 22 september
- Benedicto Kiwanuka (50), Oegandees politicus

### 23 september
- Gerard Boedijn (78), Nederlands componist en dirigent

### 24 september
- Adriaan Fokker (85), Nederlands natuurkundige en musicus

### 25 september
- Friedrich Schröder (62), Duits componist

### 28 september
- Petrus Johannes Witteman (80), Nederlands politicus

### 30 september
- Jos Lindeboom (66), Nederlands burgemeester
- Edgar G. Ulmer (68), Amerikaans filmregisseur

## Oktober

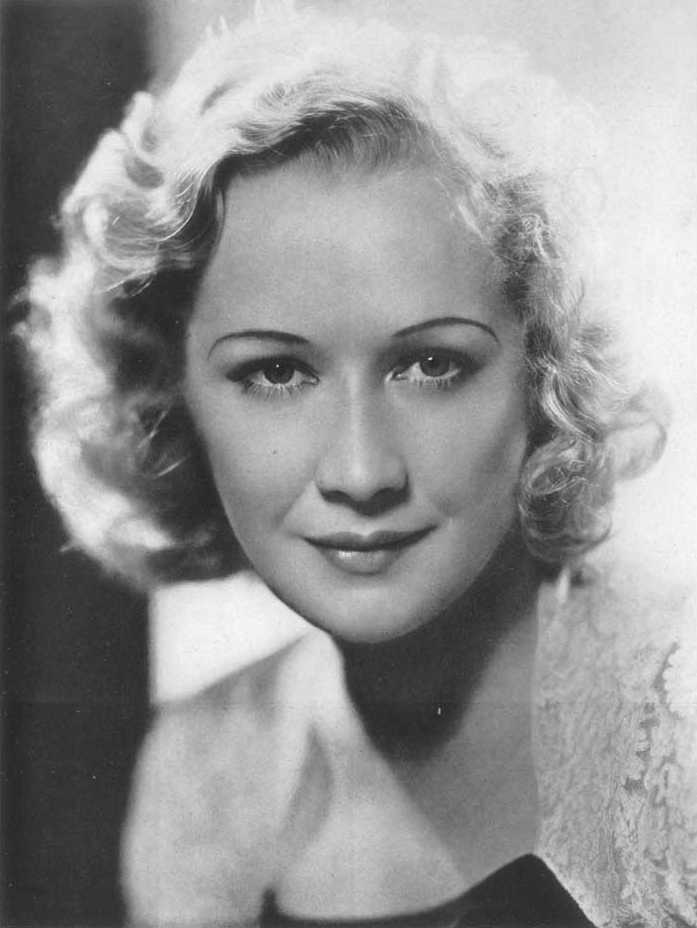
Miriam Hopkins
9 oktober

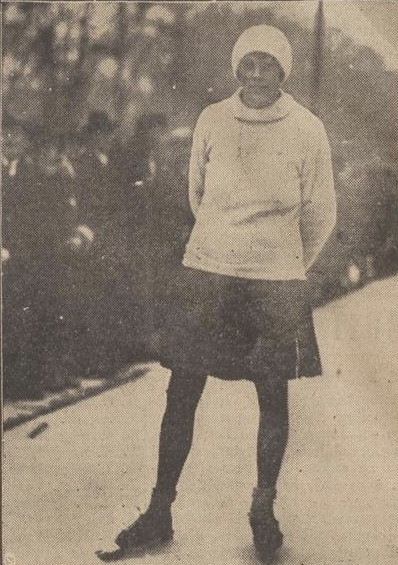
Annie de Jong-Zondervan
14 oktober

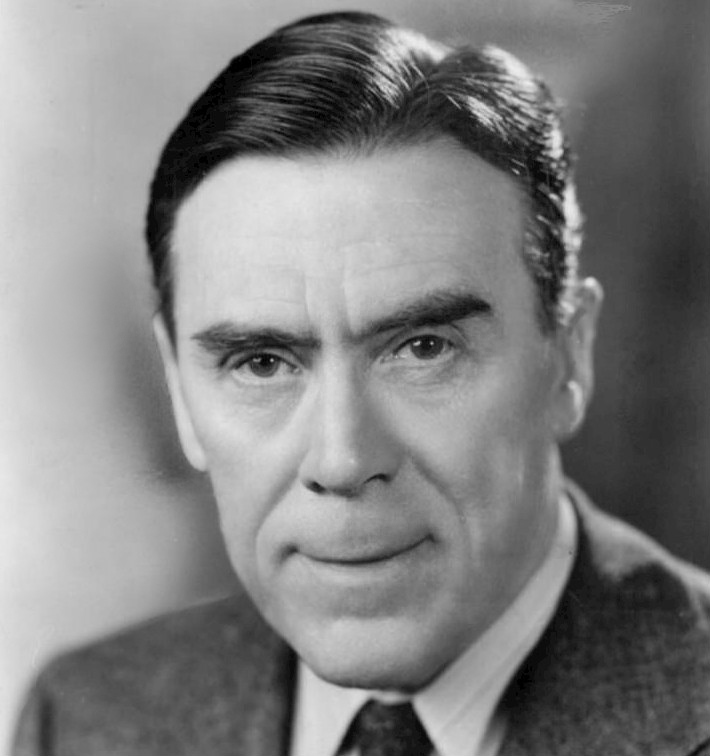
Leo G. Carroll
16 oktober

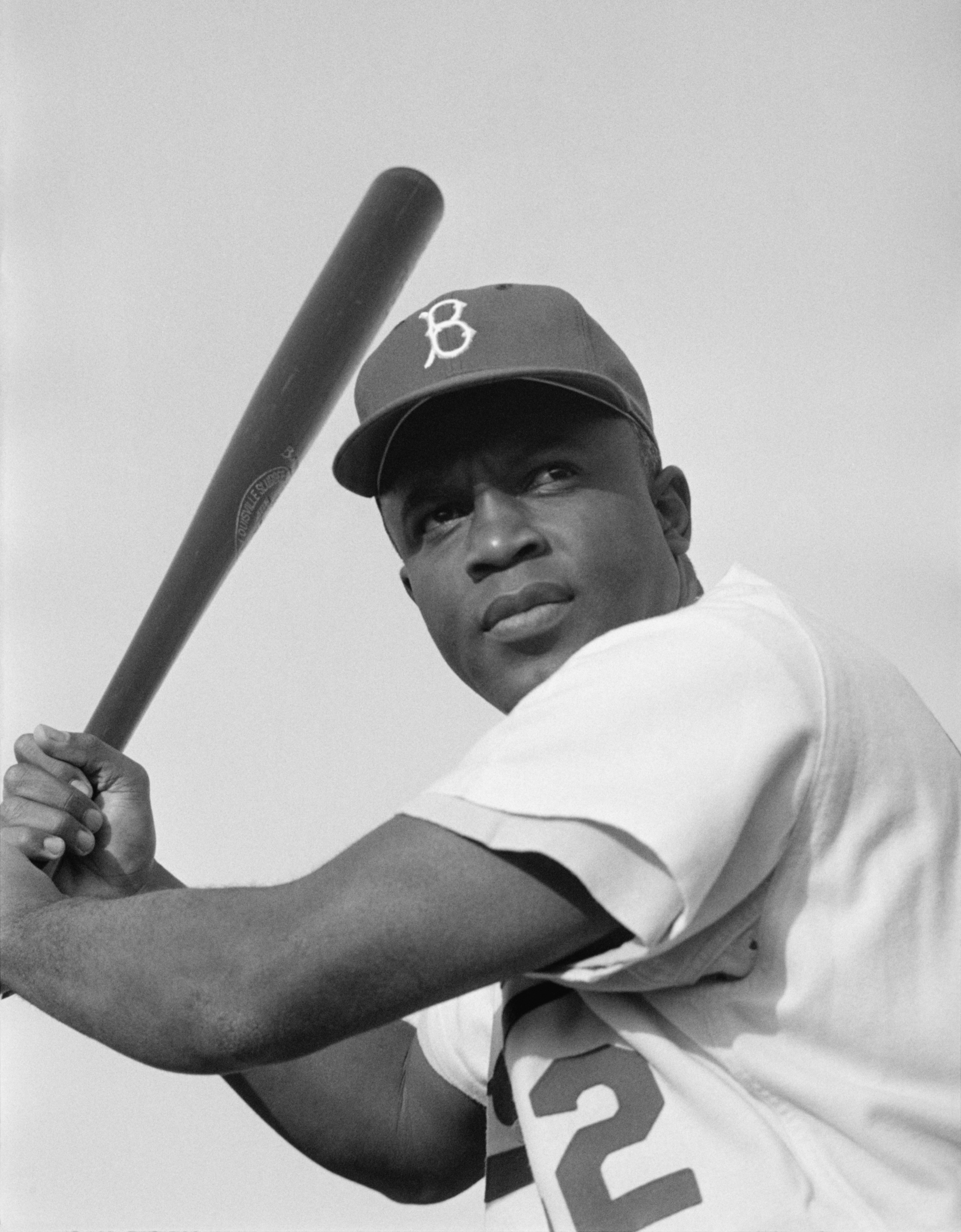
Jackie Robinson
24 oktober

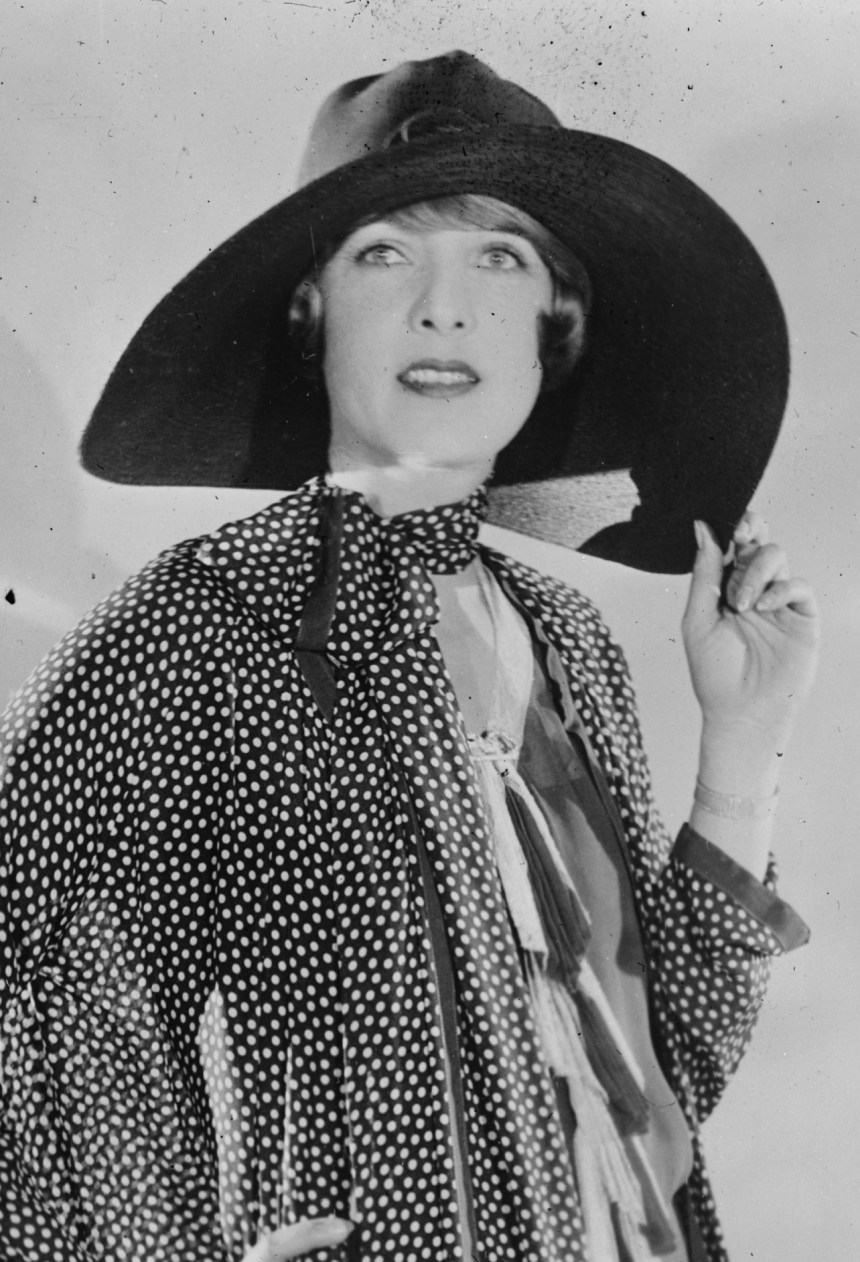
Claire Windsor
24 oktober

| 1 | 2 | 3 | 4 | 5 | 6 | 7 | 8 | 9 | 10 | 11 | 12 | 13 | 14 | 15 | 16 | 17 | 18 | 19 | 20 | 21 | 22 | 23 | 24 | 25 | 26 | 27 | 28 | 29 | 30 | 31 |
| - | - | - | - | - | - | - | - | - | -- | -- | -- | -- | -- | -- | -- | -- | -- | -- | -- | -- | -- | -- | -- | -- | -- | -- | -- | -- | -- | -- |

### 1 oktober
- Louis Leakey (69), Brits archeoloog en paleontoloog

### 2 oktober
- Herman Zanstra (77), Nederlands astronoom

### 3 oktober
- Wim van Heel (50), Nederlands hockeyspeler

### 4 oktober
- Bertus Bul (75), Nederlands voetballer
- Jaap Kaas (74), Nederlands beeldhouwer

### 5 oktober
- Henri Bernard (82), Belgisch politicus
- Solomon Lefschetz (88), Amerikaans wiskundige
- Børge Mogensen (58), Deens meubelontwerper

### 7 oktober
- Erik Eriksen (69), Deens politicus
- Nicolas Leonard (71), Belgisch politicus

### 8 oktober
- Prescott Bush (77), Amerikaans bankier en politicus
- Jose Maria Cuenco (87), Filipijns aartsbisschop
- Michail Slonimski (75), Russisch schrijver

### 9 oktober
- Marcel Claeys (58), Belgisch wielrenner
- Miriam Hopkins (69), Amerikaans filmactrice

### 13 oktober
- Oskar Bengtsson (87), Zweeds voetballer

### 14 oktober
- Annie de Jong-Zondervan (65), Nederlands atlete en kortebaansschaatsster

### 16 oktober
- Leo G. Carroll (85), Brits acteur
- Emiel Van Hoorebeke (65), Belgisch burgemeester

### 18 oktober
- Edward Cook (83), Amerikaans atleet

### 20 oktober
- Julien Maitron (91), Frans wielrenner
- Harlow Shapley (86), Amerikaans astronoom

### 23 oktober
- Rinus van den Berge (72), Nederlands atleet
- Dave Simmonds (32), Brits motorcoureur

### 24 oktober
- Jackie Robinson (53), Amerikaans honkbalspeler
- Claire Windsor (75), Amerikaans actrice

### 25 oktober
- Johnny Mantz (54), Amerikaans autocoureur
- Gerrit Cornelis van Niftrik (68), Nederlands theoloog
- Charles Andrew Willoughby (80), Amerikaans militair

### 26 oktober
- Alvin Carlsson (81), Zweeds schoonspringer
- Igor Sikorsky (83), Oekraïens-Amerikaanse luchtvaartpionier

### 28 oktober
- Leendert Janzee (32), Nederlands beeldhouwer

### 31 oktober
- Johnny Long (57), Amerikaans bandleider

## November

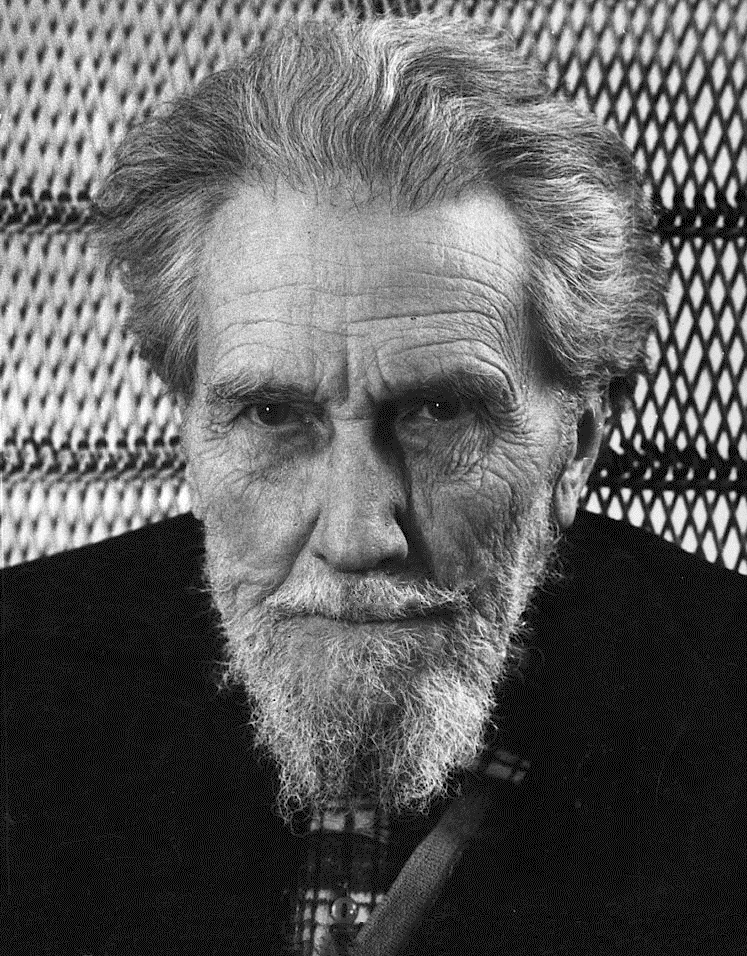
Ezra Pound
1 november

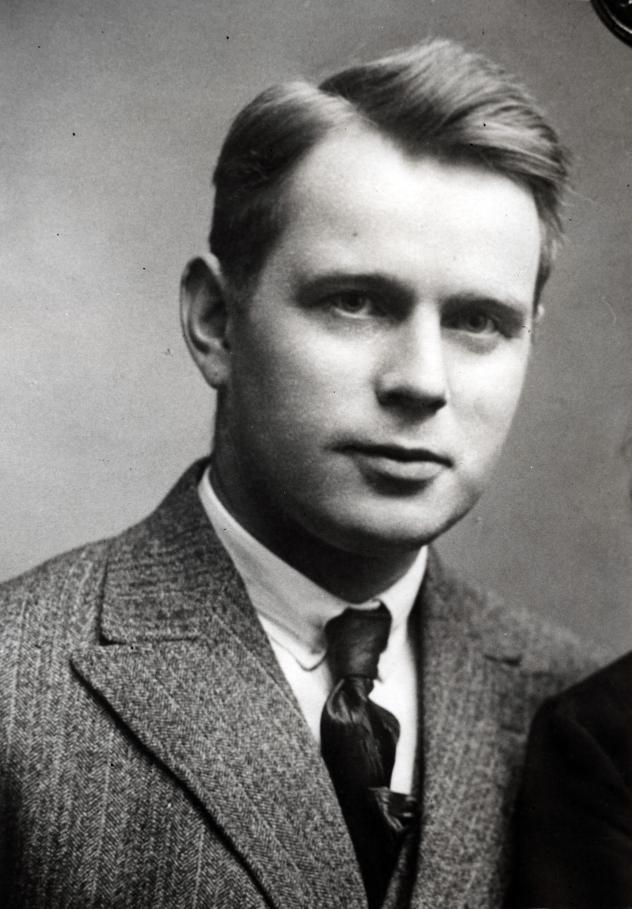
Jan Tuin
6 november

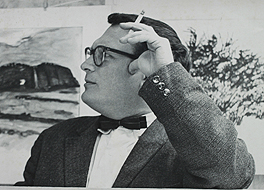
Rudi Bierman
19 november

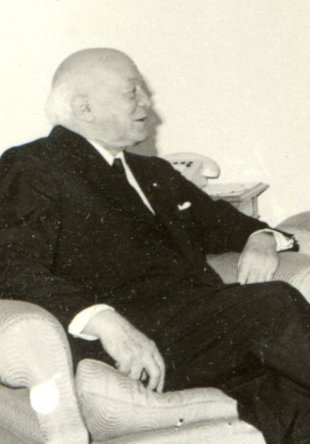
Henri Coandă
25 november

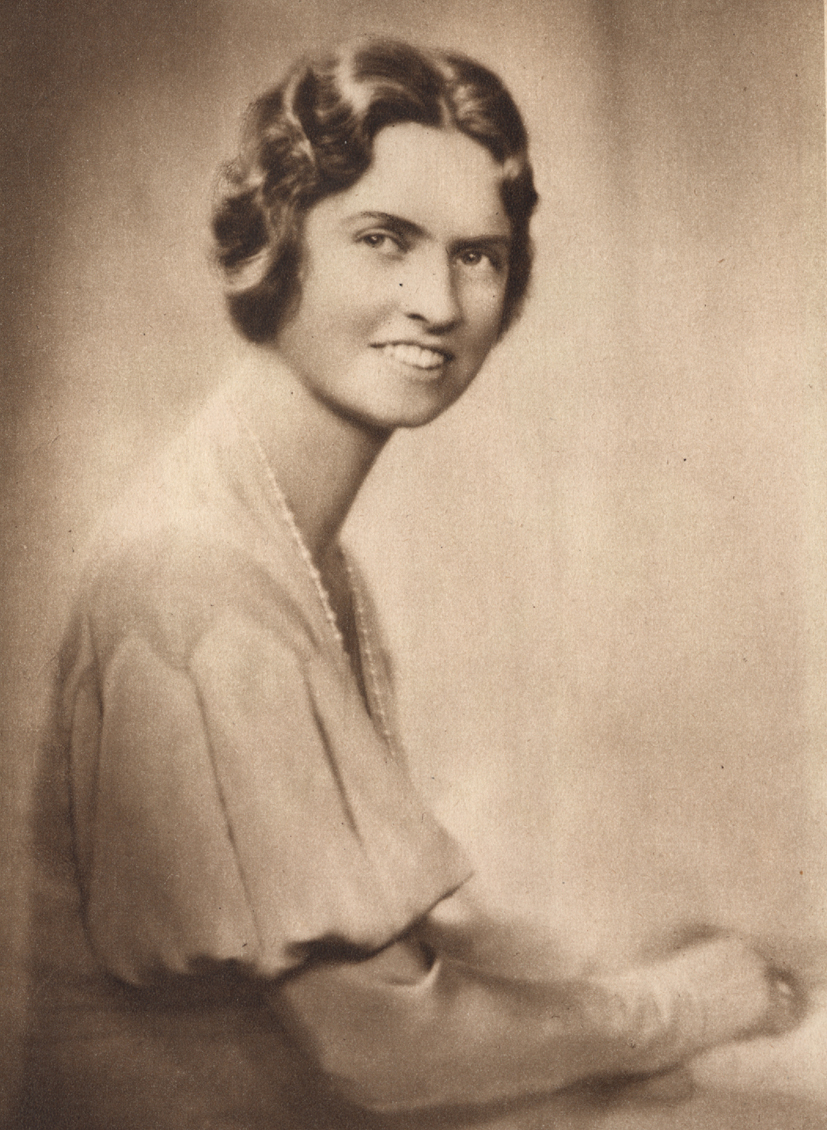
Sybilla van Saksen-Coburg en Gotha
28 november

| 1 | 2 | 3 | 4 | 5 | 6 | 7 | 8 | 9 | 10 | 11 | 12 | 13 | 14 | 15 | 16 | 17 | 18 | 19 | 20 | 21 | 22 | 23 | 24 | 25 | 26 | 27 | 28 | 29 | 30 |
| - | - | - | - | - | - | - | - | - | -- | -- | -- | -- | -- | -- | -- | -- | -- | -- | -- | -- | -- | -- | -- | -- | -- | -- | -- | -- | -- |

### 1 november
- Henry Bailey (79), Amerikaans sportschutter
- Georges Bohy (75), Belgisch politicus
- Robert H. MacArthur (42), Amerikaans ecoloog
- Ezra Pound (87), Amerikaans dichter

### 2 november
- Pietro Marincola (88), Italiaans componist

### 5 november
- Guus Kessler (84), Nederlands tennisser en ondernemer
- Reginald Owen (85), Brits acteur
- Willem Wijnen (91), Nederlands politicus

### 6 november
- Jan Tuin (72), Nederlands burgemeester

### 9 november
- Oktaaf Scheire (57), Belgisch politicus

### 10 november
- Henri Schoonbrood (74), Nederlands kunstschilder

### 11 november
- Vera Inber (82), Russisch dichteres en schrijfster

### 12 november
- Hans Ittmann (58), Nederlands beeldhouwer

### 13 november
- Roger Janssens de Bisthoven (82), Belgisch rechter
- Arnold Jackson (81), Brits atleet en militair

### 14 november
- Thora Bratt (83), Noors-Amerikaans pianiste

### 15 november
- William Ross Ashby (69), Brits psychiater
- Marc Drumaux (50), Belgisch politicus

### 18 november
- Stanislaus Kobierski (62), Duits voetballer
- Joseph Meurice (76), Belgisch politicus
- Danny Whitten (29), Amerikaans gitarist en songwriter

### 19 november
- Rudi Bierman (50), Nederlands kunstenaar
- Leonce Oleffe (75), Belgisch atleet

### 20 november
- Joseph Delafaille (70), Belgisch componist
- Erwin Stresemann (82), Duits zoöloog

### 21 november
- Phil Baxter (76), Amerikaans bigbandleider
- Klaas Hanzen Heeroma (63), Nederlandse dichter en taalkundige

### 22 november
- Malcolm Guthrie (69), Brits taalkundige
- Henri Thomas (94), Belgisch kunstenaar

### 23 november
- Petrus Francen (74), Belgisch politicus

### 24 november
- Concetto Lentini (79), Italiaans-Amerikaans componist en musicus
- Mani Matter (36), Zwitsers componist

### 25 november
- Henri Coandă (86), Roemeens uitvinder en aerodynamisch ingenieur
- Johannes Kroese Meijer (74), Nederlands militair leider
- Hans Scharoun (79), Duits architect

### 28 november
- Cor Blekemolen (78), Nederlands wielrenner
- Havergal Brian (96), Brits componist
- Sybilla van Saksen-Coburg en Gotha (64), lid Saksische adel en Zweeds prinses

### 30 november
- Maria Jacoba Hartsen (82), Nederlands dichter

## December

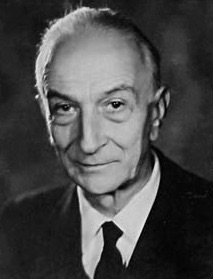
Antonio Segni
1 december

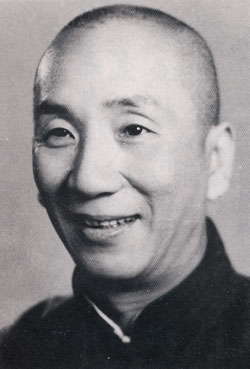
Yip Man
2 december

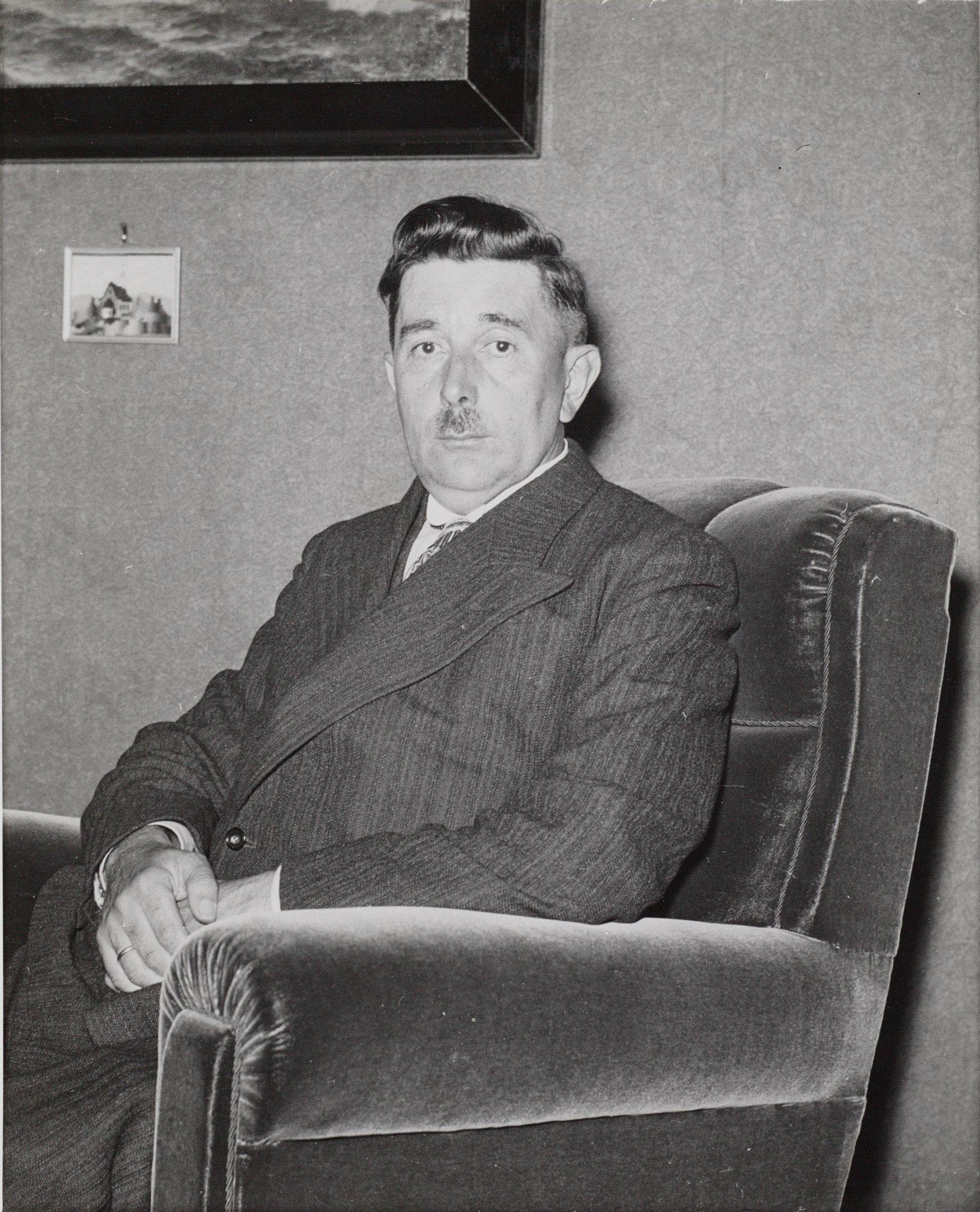
Hendrik Voordewind
20 december

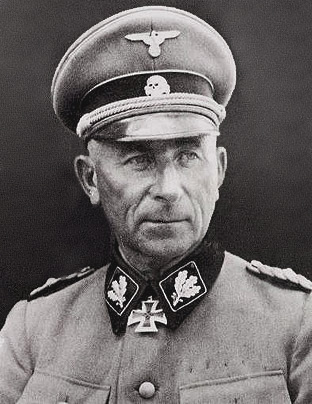
Paul Hausser
21 december

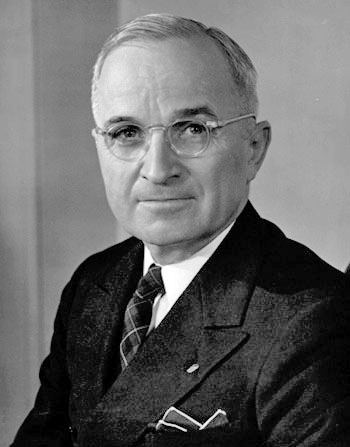
Harry S. Truman
26 december

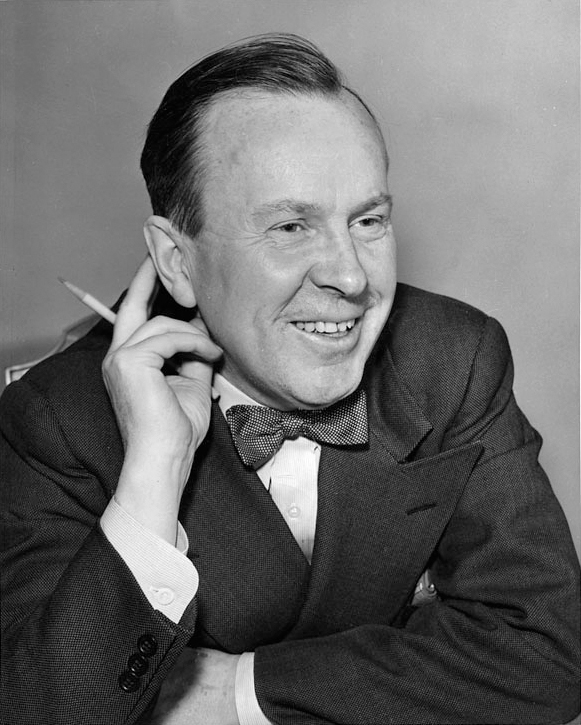
Lester Bowles Pearson
27 december

| 1 | 2 | 3 | 4 | 5 | 6 | 7 | 8 | 9 | 10 | 11 | 12 | 13 | 14 | 15 | 16 | 17 | 18 | 19 | 20 | 21 | 22 | 23 | 24 | 25 | 26 | 27 | 28 | 29 | 30 | 31 |
| - | - | - | - | - | - | - | - | - | -- | -- | -- | -- | -- | -- | -- | -- | -- | -- | -- | -- | -- | -- | -- | -- | -- | -- | -- | -- | -- | -- |

### 1 december
- Antonio Segni (81), Italiaans politicus

### 2 december
- José Limón (64), Mexicaans danser en choreograaf
- Yip Man (79), Chinees vechtsporter

### 3 december
- Friedrich Christiansen (92), Duits militair

### 4 december
- Johan Rühl (87), Nederlands waterpolospeler

### 5 december
- Kenny Dorham (48), Amerikaans jazzmusicus

### 6 december
- Jet van Dam van Isselt (77), Nederlands kunsthistoricus
- Frans de Grauw (69), Nederlands burgemeester
- Jan Arend Godert de Vos van Steenwijk (82), Nederlands jurist
- Jose Zulueta (83), Filipijns politicus

### 9 december
- Camille Botte (84), Belgisch wielrenner
- William Dieterle (79), Duits-Amerikaans acteur en regisseur
- Emil Otto Hoppé (94), Brits fotograaf
- Jaap Mol (60), Nederlands voetballer

### 13 december
- L.P. Hartley (76), Engels schrijver
- René Mayer (77), Frans politicus

### 15 december
- Wolfgang Jacobi (78), Duits componist

### 16 december
- Florent Mouvet (75), Belgisch politicus

### 18 december
- Gale Bruno van Albada (61), Nederlands sterrenkundige

### 19 december
- Joseph Delbaere (84), Belgisch schrijver en heemkundige

### 20 december
- Günter Eich (65), Duits schrijver en dichter
- Karel Kaers (58), Belgisch wielrenner
- Hendrik Voordewind (85), Nederlands politiefunctionaris

### 21 december
- Hugh Edwards (66), Brits roeier
- Paul Hausser (92), Duits militair en SS'er

### 22 december
- Joseph E. Skornicka (70), Amerikaans componist

### 23 december
- Abraham Joshua Heschel (65), Amerikaans rabbijn
- Andrej Toepolev (84), Russisch luchtvaartpionier en vliegtuigbouwer

### 25 december
- Wilbur Bascomb (56), Amerikaans trompettist

### 26 december
- Clemens van Lamsweerde (75), Nederlands baron, jurist en kunstenaar
- Gra Rueb (87), Nederlandse beeldhouwer en medailleur
- Harry S. Truman (88), president van de Verenigde Staten

### 27 december
- Lester Bowles Pearson (75), Canadees politicus

### 28 december
- Arie Frederik Nelis Lekkerkerker (59), Nederlands theoloog

### 29 december
- Fernand Pieltain (76), Belgisch politicus

### 30 december
- Clare Lennart (73), Nederlands schrijfster

## Datum onbekend
- Violet Piercy (82), Brits atlete

1900 ·
1901 ·
1902 ·
1903 ·
1904 ·
1905 ·
1906 ·
1907 ·
1908 ·
1909 ·
1910 ·
1911 ·
1912 ·
1913 ·
1914 ·
1915 ·
1916 ·
1917 ·
1918 ·
1919 ·
1920 ·
1921 ·
1922 ·
1923 ·
1924 ·
1925 ·
1926 ·
1927 ·
1928 ·
1929 ·
1930 ·
1931 ·
1932 ·
1933 ·
1934 ·
1935 ·
1936 ·
1937 ·
1938 ·
1939 ·
1940 ·
1941 ·
1942 ·
1943 ·
1944 ·
1945 ·
1946 ·
1947 ·
1948 ·
1949 ·
1950 ·
1951 ·
1952 ·
1953 ·
1954 ·
1955 ·
1956 ·
1957 ·
1958 ·
1959 ·
1960 ·
1961 ·
1962 ·
1963 ·
1964 ·
1965 ·
1966 ·
1967 ·
1968 ·
1969 ·
1970 ·
1971 ·
1972 ·
1973 ·
1974 ·
1975 ·
1976 ·
1977 ·
1978 ·
1979 ·
1980 ·
1981 ·
1982 ·
1983 ·
1984 ·
1985 ·
1986 ·
1987 ·
1988 ·
1989 ·
1990 ·
1991 ·
1992 ·
1993 ·
1994 ·
1995 ·
1996 ·
1997 ·
1998 ·
1999 ·
2000 ·
2001 ·
2002 ·
2003 ·
2004 ·
2005 ·
2006 ·
2007 ·
2008 ·
2009 ·
2010 ·
2011 ·
2012 ·
2013 ·
2014 ·
2015 ·
2016 ·
2017 ·
2018 ·
2019 ·
2020 ·
2021 ·
2022 ·
2023 ·
2024 ·
2025